# Musikjahr 1989
Liste der Musikjahre

◄◄ | ◄ | 1985 | 1986 | 1987 | 1988 | Musikjahr 1989 | 1990 | 1991 | 1992 | 1993 | ► | ►►

Weitere Ereignisse · Country-Musik
Dieser Artikel behandelt das Musikjahr 1989.
Zu den erfolgreichsten Künstlern gehörte Madonna. Nicht nur ihr viertes Album Like a Prayer war in mindestens 20 Ländern auf Platz eins der Albumcharts, auch die – teils kontrovers aufgenommene – gleichnamige Hitsingle konnte in mindestens 20 Ländern die Chartspitze erreichen. In Deutschland und der Schweiz war Looking for Freedom von David Hasselhoff die erfolgreichste Single; zu den erfolgreichsten Alben zählte in den deutschsprachigen Ländern jeweils Tanita Tikarams Ancient Heart.

## Ereignisse

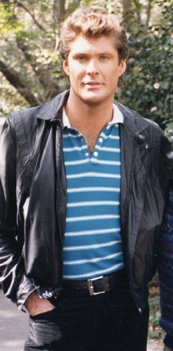
David Hasselhoff (hier 1986) gelang mit Looking for Freedom die erfolgreichste Single in Deutschland und der Schweiz, die angesichts des Mauerfalls teils als Freiheitshymne interpretiert wurde

### Populäre Musik und Jazz
- 27. Januar: Die Bad World Tour von Michael Jackson endet in Los Angeles, Kalifornien.
- 22. Februar: Bei den Grammy Awards 1989 in Los Angeles gewinnt Bobby McFerrin in zwei Hauptkategorien, George Michael und Tracy Chapman gewinnen ebenfalls in je einer der vier wichtigsten Kategorien.
- 20. März: Looking for Freedom von David Hasselhoff, das zur erfolgreichsten Single des Jahres in Deutschland und der Schweiz werden und angesichts des Mauerfalls teils als Freiheitshymne interpretiert werden sollte, steigt einige Monate vor diesen Ereignissen – nach einem Auftritt in der Fernsehsendung Wetten, dass..? am 4. März – in die deutschen Singlecharts ein und erreicht am 3. April Platz eins.
- 21. März: Das Musikvideo zu Like a Prayer von Madonna wird sowohl aufgrund der Verwendung religiöser Symbole kritisiert als auch wegen seiner Aussage gegen Diskriminierung gelobt. Pepsi entlässt Madonna aufgrund der Kritik als Sprecherin.
- 06. Mai: Die Band Riva gewinnt in Lausanne mit dem Lied Rock Me für Jugoslawien die 34. Auflage des Eurovision Song Contest.
- 14. Mai: Auf einem LKW als Bühne am Eingang des Moers Festivals führt Helge Schneider komische Situationen auf.
- 01. Juli: In Berlin findet die erste Loveparade statt.
- 01. Juli: Stefan Mross gewinnt in Linz den Grand Prix der Volksmusik 1989.
- 06. Juli: In der Statenhal von Den Haag beginnt Eric Clapton seine zweieinhalb Jahre dauernde Journeyman World Tour.
- 07. Juli: Die Fantastischen Vier haben ihren ersten Liveauftritt in einem ehemaligen Kindergarten auf einer selbst gebauten Bühne aus Euro-Paletten.
- 29. Juli: Die britische Progressive-Rock-Band Anderson, Bruford, Wakeman, Howe startet in Memphis ihre einzige weltweite Konzerttournee, die Anderson Bruford Wakeman Howe Tour.
- 12. August: Beim Moscow Music Peace Festival sehen etwa 260.000 Zuschauer Bands und Künstler wie Bon Jovi, Ozzy Osbourne, Mötley Crüe, Skid Row, Cinderella und die Scorpions.
- 31. August: Die Rolling Stones beginnen ihre Steel-Wheels-Tour in Philadelphia.
- 06. September: Bei den MTV Video Music Awards 1989 sorgt Madonna mit ihrer provokanten Choreografie zu Express Yourself für Aufsehen.
- 18. September: 50 bekannte Unterhaltungsmusiker der DDR treffen sich im Maxim-Gorki-Klub im Ost-Berliner Stadtteil Weißensee, um die Resolution von Rockmusikern und Liedermachern zur Lage der DDR zu verfassen und zu unterzeichnen.
- 12. November: Mit dem elfstündigen Konzert für Berlin in der West-Berliner Deutschlandhalle, dem ersten großen deutsch-deutschen Rockkonzert mit Künstlern wie Pankow, BAP, Melissa Etheridge, Udo Lindenberg, Joe Cocker, den Toten Hosen, den Puhdys und Nena, sollten insbesondere Jugendliche aus Ost-Berlin und der DDR im Westen willkommen geheißen werden.
- 23. November: Der Rocksänger Udo Lindenberg erhält in Berlin im Namen des Bundespräsidenten für seine Verdienste um die Verständigung zwischen Ost und West vom regierenden Bürgermeister Walter Momper das Bundesverdienstkreuz am Bande überreicht.
- 02. Dezember: Beim Konzertabend Verlorene Lieder – verlorene Zeiten mit anschließender Diskussion in Ost-Berlin treten die ausgereisten Liedermacher Wolf Biermann, Bettina Wegner, Stephan Krawczyk und Gerulf Pannach erstmals nach längerer Zeit wieder öffentlich in der DDR auf.
- 06. Dezember: Der US-amerikanische Singer-Songwriter Billy Joel startet in Worcester seine Storm Front Tour.
- 21. Dezember: Die Einstürzenden Neubauten geben in Ost-Berlin ein Konzert im Saal des VEB Elektrokohle Lichtenberg. Dieses Konzert wird zwanzig Jahre später in dem Kinofilm Elektrokohle (von wegen) des Regisseurs Uli M Schueppel dokumentiert.
- 23. Dezember: Ice Cube verlässt N.W.A nach finanziellen Problemen und Konflikten mit Manager Jerry Heller und Eazy-E, dem Gründer der Gruppe.
- Wie schon der Sommer 1988 wurde auch der diesjährige als Second Summer of Love bezeichnet.

### Klassische Musik und Musiktheater
- 01. Januar: Erstmals dirigiert Carlos Kleiber das diesjährige Neujahrskonzert der Wiener Philharmoniker.
- 21. Februar: Die Oper Charlotte Corday von Lorenzo Ferrero wird am Teatro dell’Opera di Roma uraufgeführt.
- 04. März: Die Oper Odysseus auf Ogyia von Klaus Arp wird am Theater Koblenz erstmals gespielt.
- 18. März: Uraufführung der komischen Oper Der heiße Ofen von Hans Werner Henze in Kassel
- 17. April: Das Musical Aspects of Love von Andrew Lloyd Webber feiert im Prince of Wales Theatre in London Premiere.
- 24. April: Der Dirigent Herbert von Karajan legt nach Streitigkeiten mit dem Berliner Senat sein Amt als Chefdirigent der Berliner Philharmoniker nieder.
- 09. Juli: Das Orgelstück Mein Weg hat Gipfel und Wellentäler von Arvo Pärt wird von Kari Jussila, dem das Stück gewidmet ist, in der Kirche von Pargas uraufgeführt.
- 16. Juni: Die Missa parvulorum Dei von Ralf Grössler wird erstmals aufgeführt.
- 13. Juli: Die Opéra Bastille an der Place de la Bastille in Paris wird mit dem von Robert Wilson inszenierten Stück La nuit avant le jour (Die Nacht vor dem Tag) unter Anwesenheit zahlreicher Staatsoberhäupter eingeweiht.
- 16. Juli: Der österreichische Dirigent Herbert von Karajan stirbt in Anif; er zählt zu den bekanntesten und bedeutendsten Dirigenten des 20. Jahrhunderts.
- 20. September: Das Musical Miss Saigon von Alain Boublil und Claude-Michel Schönberg wird im Theatre Royal Drury Lane (London) uraufgeführt.
- 12. Oktober: Das Musical Buddy wird im Victoria Palace Theatre in London erstmals aufgeführt.
- 11. November: Der russische Cellist und Regimekritiker Mstislaw Leopoldowitsch Rostropowitsch reist nach dem Mauerfall nach Berlin und spielt am Checkpoint Charlie für Passanten Suiten von Johann Sebastian Bach.
- 12. November: Beim Mauerfallkonzert in der Berliner Philharmonie spielen die Berliner Philharmoniker unter der Leitung von Daniel Barenboim Werke von Ludwig van Beethoven und Wolfgang Amadeus Mozart.
- 12. November: Das Musical Grand Hotel von Luther Davis, Robert Wright, George Forrest und Maury Yeston wird am Broadway in New York City erstmals gezeigt.
- 25. Dezember: Ode an die Freiheit: Zwei Tage nach der West-Berliner Aufführung dirigiert Leonard Bernstein auch im Ost-Berliner Schauspielhaus die 9. Sinfonie von Ludwig van Beethoven.
- Das Gesangbuch der Evangelisch-methodistischen Kirche, The United Methodist Hymnal wird in den USA erstmals herausgegeben.
- John Eliot Gardiner gründet das Orchestre Révolutionnaire et Romantique.
- Das Musical Elegies For Angels, Punks and Raging Queens von Janet Hood und Bill Russell feiert am Ohio Theatre in New York City Premiere.

### Film und Fernsehen
- Ikarus – She Kill The Laugh – Theater- und Musikfilm von Michael Knof mit Musik von Freunde der italienischen Oper und der Hauptrolle von Ray van Zeschau.

## Musikcharts

### Deutschland
| Singles                                                       | Position | Alben                                     |
| ------------------------------------------------------------- | -------- | ----------------------------------------- |
|                                                               |          |                                           |
| Looking for Freedom David Hasselhoff                          | 1        | Ancient Heart Tanita Tikaram              |
| Das Omen (Teil 1) Mysterious Art                              | 2        | A New Flame Simply Red                    |
| First Time Robin Beck                                         | 3        | Tracy Chapman                             |
| The Look Roxette                                              | 4        | Street Fighting Years Simple Minds        |
| Lambada Kaoma                                                 | 5        | Like a Prayer Madonna                     |
| Like a Prayer Madonna                                         | 6        | Die neue KuschelRock Various Artists      |
| She Drives Me Crazy Fine Young Cannibals                      | 7        | The Raw & The Cooked Fine Young Cannibals |
| The Way to Your Heart Soulsister                              | 8        | Flying Colours Chris de Burgh             |
| Don’t Worry, Be Happy Bobby McFerrin                          | 9        | The Miracle Queen                         |
| Something’s Gotten Hold of My Heart Marc Almond & Gene Pitney | 10       | Patrona Bavariae Original Naabtal Duo     |

Die längsten Nummer-eins-Singles
Lieder, die die meiste Zeit während eines anderen Jahres auf Platz eins der Charts verbrachten, werden hier nicht aufgeführt.
1. Kaoma – Lambada (10 Wochen)
2. Mysterious Art – Das Omen (Teil 1) (9 Wochen)
3. David Hasselhoff – Looking for Freedom (8 Wochen)

Die längsten Nummer-eins-Alben
Alben, die die meiste Zeit während eines anderen Jahres auf Platz eins der Charts verbrachten, werden hier nicht aufgeführt.
1. Tanita Tikaram – Ancient Heart (12 Wochen)
2. Simple Minds – Street Fighting Years (8 Wochen)
3. Queen – The Miracle (6 Wochen)

Alle Nummer-eins-Hits und die Hits des Jahres

### Österreich
| Singles                                               | Position | Alben                                                        |
| ----------------------------------------------------- | -------- | ------------------------------------------------------------ |
|                                                       |          |                                                              |
| She Drives Me Crazy Fine Young Cannibals              | 1        | Tracy Chapman                                                |
| The Look Roxette                                      | 2        | A New Flame Simply Red                                       |
| Lambada Kaoma                                         | 3        | Rattle and Hum U2                                            |
| Nur ein Lied Thomas Forstner                          | 4        | Ö Herbert Grönemeyer                                         |
| Looking for Freedom David Hasselhoff                  | 5        | Ancient Heart Tanita Tikaram                                 |
| Das Phantom der Oper Alexander Goebel & Luzia Nistler | 6        | Original Naabtal Duo                                         |
| Like a Prayer Madonna                                 | 7        | Like a Prayer Madonna                                        |
| Swing the Mood Jive Bunny & the Mastermixers          | 8        | One Night of Sin Joe Cocker                                  |
| Americanos Holly Johnson                              | 9        | Highlights from the Phantom of the Opera Andrew Lloyd Webber |
| Eternal Flame The Bangles                             | 10       | The Raw & the Cooked Fine Young Cannibals                    |

Die längsten Nummer-eins-Singles
Lieder, die die meiste Zeit während eines anderen Jahres auf Platz 1 der Charts verbrachten, werden hier nicht aufgeführt.
1. Fine Young Cannibals – She Drives Me Crazy; Thomas Forstner – Nur ein Lied (jeweils 9 Wochen)
2. Kaoma – Lambada (7 Wochen)
3. Robin Beck – First Time (6 Wochen)

Die längsten Nummer-eins-Alben
Alben, die die meiste Zeit während eines anderen Jahres auf Platz eins der Charts verbrachten, werden hier nicht aufgeführt.
1. Tanita Tikaram – Ancient Heart (11 Wochen)
2. (Verschiedene Interpreten) – Grand Prix der Volksmusik ’89 (8 Wochen)
3. Fine Young Cannibals – The Raw & the Cooked; Tina Turner – Foreign Affair (jeweils 5 Wochen)

Alle Nummer-eins-Hits und die Hits des Jahres

### Schweiz
| Singles                                            | Position | Alben                                  |
| -------------------------------------------------- | -------- | -------------------------------------- |
|                                                    |          |                                        |
| Looking for Freedom David Hasselhoff               | 1        | A New Flame Simply Red                 |
| The Look Roxette                                   | 2        | Ancient Heart Tanita Tikaram           |
| First Time Robin Beck                              | 3        | Appetite for Destruction Guns n’ Roses |
| Lambada Kaoma                                      | 4        | Look Sharp! Roxette                    |
| Eternal Flame The Bangles                          | 5        | Like a Prayer Madonna                  |
| Like a Prayer Madonna                              | 6        | The Miracle Queen                      |
| She Drives Me Crazy Fine Young Cannibals           | 7        | One Night of Sin Joe Cocker            |
| Back to Life (However Do You Want Me) Soul II Soul | 8        | Oro incenso & birra Zucchero           |
| Das Omen (Teil 1) Mysterious Art                   | 9        | Street Fighting Years Simple Minds     |
| Batdance Prince                                    | 10       | Tracy Chapman                          |

Die längsten Nummer-eins-Singles
Lieder, die die meiste Zeit während eines anderen Jahres auf Platz 1 der Charts verbrachten, werden hier nicht aufgeführt.
1. Kaoma – Lambada (14 Wochen)
2. Roxette – The Look (8 Wochen)
3. Edelweiss – Bring Me Edelweiss (5 Wochen)

Die längsten Nummer-eins-Alben
Alben, die die meiste Zeit während eines anderen Jahres auf Platz eins der Charts verbrachten, werden hier nicht aufgeführt.
1. Tina Turner – Foreign Affair (9 Wochen)
2. Zucchero – Oro incenso & birra (8 Wochen)
3. Tanita Tikaram – Ancient Heart (7 Wochen)

Alle Nummer-eins-Hits und die Hits des Jahres

### Vereinigtes Königreich
| Singles                                                                | Position | Alben                                                 |
| ---------------------------------------------------------------------- | -------- | ----------------------------------------------------- |
|                                                                        |          |                                                       |
| Ride on Time Black Box                                                 | 1        | Ten Good Reasons Jason Donovan                        |
| Swing the Mood Jive Bunny & the Mastermixers                           | 2        | A New Flame Simply Red                                |
| Eternal Flame Bangles                                                  | 3        | … But Seriously Phil Collins                          |
| Too Many Broken Hearts Jason Donovan                                   | 4        | Anything for You Gloria Estefan & Miami Sound Machine |
| Back to Life (However Do You Want Me) Soul II Soul feat. Caron Wheeler | 5        | Cuts Both Ways Gloria Estefan                         |
| Something’s Gotten Hold of My Heart Marc Almond & Gene Pitney          | 6        | Enjoy Yourself Kylie Minogue                          |
| That’s What I Like Jive Bunny & the Mastermixers                       | 7        | Like a Prayer Madonna                                 |
| Pump Up the Jam Technotronic                                           | 8        | The Raw and the Cooked Fine Young Cannibals           |
| Do They Know It’s Christmas? Band Aid II                               | 9        | Foreign Affair Tina Turner                            |
| Like a Prayer Madonna                                                  | 10       | The Road to Hell Chris Rea                            |

Die längsten Nummer-eins-Singles
Lieder, die die meiste Zeit während eines anderen Jahres auf Platz 1 der Charts verbrachten, werden hier nicht aufgeführt.
1. Black Box – Ride on Time (6 Wochen)
2. Jive Bunny & the Mastermixers – Swing the Mood (5 Wochen)
3. Marc Almond & Gene Pitney – Something’s Gotten Hold of My Heart; Bangles – Eternal Flame; Soul II Soul feat. Caron Wheeler – Back to Life (However Do You Want Me) (jeweils 4 Wochen)

Die längsten Nummer-eins-Alben
Alben, die die meiste Zeit während eines anderen Jahres auf Platz eins der Charts verbrachten, werden hier nicht aufgeführt.
1. Simply Red – A New Flame (7 Wochen)
2. Gloria Estefan – Cuts Both Ways (6 Wochen)
3. Phil Collins – … But Seriously (5 Wochen)

Alle Nummer-eins-Hits und die Hits des Jahres

### Vereinigte Staaten
Die längsten Nummer-eins-Singles
Lieder, die die meiste Zeit während eines anderen Jahres auf Platz 1 der Charts verbrachten, werden hier nicht aufgeführt.
1. Janet Jackson – Miss You Much (4 Wochen)
2. Paula Abdul – Straight Up; Debbie Gibson – Lost in Your Eyes; Madonna – Like a Prayer; Richard Marx – Right Here Waiting (jeweils 3 Wochen)

Alle weiteren Lieder waren entweder eine oder zwei Wochen auf Platz 1 gelistet.
Die längsten Nummer-eins-Alben
Alben, die die meiste Zeit während eines anderen Jahres auf Platz eins der Charts verbrachten, werden hier nicht aufgeführt.
1. Fine Young Cannibals – The Raw & the Cooked (7 Wochen)
2. Madonna – Like a Prayer; Prince – Batman; Bobby Brown – Don’t be Cruel (jeweils 6 Wochen)
3. Debbie Gibson – Electric Youth (5 Wochen)

Alle Nummer-eins-Hits und die Hits des Jahres

### Charts in weiteren Ländern
Siehe auch: Nummer-eins-Hits 1989 in  Australien, Belgien, Dänemark, Deutschland, Finnland, Frankreich, Irland, Italien, Japan, Kanada, Neuseeland, den Niederlanden, Norwegen, Österreich, Schweden, der Schweiz, Spanien, den Vereinigten Staaten und im Vereinigten Königreich.

## Musikpreise und Ehrungen

### Grammy Awards 1989
Single des Jahres (Record of the Year):
- Don’t Worry, Be Happy von Bobby McFerrin

Album des Jahres (Album of the Year):
- Faith von George Michael

Song des Jahres (Song of the Year):
- Don’t Worry, Be Happy von Bobby McFerrin (Autor: Bobby McFerrin)

Bester neuer Künstler (Best New Artist):
- Tracy Chapman

### Oscar 1989

#### Beste Filmmusik
Dave Grusin – Milagro – Der Krieg im Bohnenfeld (The Milagro Beanfield War)
George Fenton – Gefährliche Liebschaften (Dangerous Liaisons)
Maurice Jarre – Gorillas im Nebel (Gorillas in the Mist: The Story of Dian Fossey)
John Williams – Die Reisen des Mr. Leary (The Accidental Tourist)
Hans Zimmer – Rain Man

#### Bester Filmsong
„Let the River Run“ aus Die Waffen der Frauen (Working Girl) – Carly Simon
„Two Hearts“ aus Buster – Phil Collins, Lamont Dozier
„Calling You“ aus Out of Rosenheim – Bob Telson

#### Beste Tonmischung
Rick Alexander, Willie D. Burton, Les Fresholtz, Vern Poore – Bird
Don J. Bassman, Kevin F. Cleary, Richard Overton, Al Overton Jr. – Stirb Langsam (Die Hard)
John S. Boyd, Tony Dawe, Don Digirolamo, Robert Knudson – Falsches Spiel mit Roger Rabbit (Who Framed Roger Rabbit)
Peter Handford, Andy Nelson, Brian Saunders – Gorillas im Nebel (Gorillas in the Mist: The Story of Dian Fossey)
Rick Kline, Robert J. Litt, Danny Michael, Elliot Tyson – Mississippi Burning – Die Wurzel des Hasses (Mississippi Burning)

#### Bester Tonschnitt
Louis L. Edemann, Charles L. Campbell – Falsches Spiel mit Roger Rabbit (Who Framed Roger Rabbit)
Ben Burtt, Richard Hymns – Willow
Stephen Hunter Flick, Richard Shorr – Stirb langsam (Die Hard)

### Musikwettbewerbe
Eurovision Song Contest
1. Riva: Rock Me
2. Live Report: Why Do I Always Get It Wrong?
3. Birthe Kjær: Vi maler byen rød
4. Tommy Nilsson: En dag
5. Thomas Forstner: Nur ein Lied

## Jahresbestenlisten

### Popkultur.de
1. Kaoma – Lambada
2. Madonna – Express Yourself
3. The B-52’s – Love Shack
4. David Hasselhoff – Looking for Freedom
5. Bon Jovi – Born to Be My Baby
6. New Kids on the Block – I’ll Be Loving You (Forever)
7. Robin Beck – First Time
8. Edelweiss – Bring Me Edelweiss
9. Bangles – Eternal Flame
10. Phil Collins – Two Hearts

## Gründungen und Auflösungen

### Gründungen
- Acda en De Munnik – niederländisches Kabarett- und Musikduo
- Blind Melon – US-amerikanische Alternative-Rock-Band aus Mississippi
- Blur – britische Rockband
- Brujeria – multinationales Extreme-Metal-Projekt
- Crash Test Dummies – kanadische Band
- Die Fantastischen Vier – deutsche Hip-Hop-Gruppe aus Stuttgart, hervorgegangen aus Die Zwielichtigen Zwei und Terminal Team
- Die Fremden – deutsche Punkrock-Band aus Göttingen
- Helmet – US-amerikanische Rockband
- J.B.O. – deutsche Band
- King Bee – niederländische Musik- und Tanzgruppe
- Kyuss – US-amerikanische Band
- Le Concert des Nations – historisches Kammerorchester aus Barcelona
- Lemonbabies – deutsche Popband aus Berlin
- Les Berrtas – deutsche Band aus Würzburg
- Marilyn Manson & The Spooky Kids (seit 1992 Marilyn Manson)
- Monster Magnet – US-amerikanische Rockband
- Motorpsycho – norwegische Band
- Necrophobic – schwedische Band
- Oomph! – deutsche Band
- Right Said Fred – britische Band
- STS 8 Mission – deutsche Power-Metal-Band aus Bonn
- The Cranberries – irische Rockgruppe
- The Notwist – deutsche Rockband
- The Verve – britische Rockband

### Auflösungen
- Malicorne – französische Folk- bzw. Folk-Rock-Band
- Reichlich weiblich – deutsche Frauen-Band in Bigband-Besetzung

## Neuveröffentlichungen (Auswahl)

### Lieder und Kompositionen
| Lied                                  | Text                                                                           | Musik                                                                          | Erstinterpret                       | Label                                            | Veröffentlichung   | Genre                        | Album                        | Weitere Informationen                                                   |
| ------------------------------------- | ------------------------------------------------------------------------------ | ------------------------------------------------------------------------------ | ----------------------------------- | ------------------------------------------------ | ------------------ | ---------------------------- | ---------------------------- | ----------------------------------------------------------------------- |
| Ballade von den verdorbenen Greisen   | Wolf Biermann                                                                  | Wolf Biermann                                                                  | Wolf Biermann                       |                                                  | 1989               | Politisches Lied             |                              |                                                                         |
| Barfuß oder Lackschuh                 | Andreas Bärtels, Gregor Rottschalk                                             | Andreas Bärtels, Gregor Rottschalk                                             | Harald Juhnke                       | CBS Records                                      | 1989               | Pop, Schlager, Musikkabarett | Barfuß oder Lackschuh        |                                                                         |
| Black Cat                             | Janet Jackson                                                                  | Janet Jackson                                                                  | Janet Jackson                       | A&M Records                                      | 19. September 1989 | Pop                          | Rhythm Nation 1814           |                                                                         |
| Bring Your Daughter… to the Slaughter | Bruce Dickinson                                                                | Bruce Dickinson                                                                | Iron Maiden                         |                                                  | 1989               | Heavy Metal                  |                              | Lied aus dem Soundtrack zu A Nightmare on Elm Street 5: The Dream Child |
| Cheer Down                            | George Harrison und Tom Petty                                                  | George Harrison und Tom Petty                                                  | George Harrison                     | Dark Horse Records, Warner Brothers              | 22. August 1989    | Pop                          | Best of Dark Horse 1976–1989 |                                                                         |
| Das Omen (Teil 1)                     | Mike Staab, Tillmann Uhrmacher, Michael Krautter                               | Mike Staab, Tillmann Uhrmacher, Michael Krautter                               | Mysterious Art                      |                                                  | Mai 1989           | Dance-Pop, Synthiepop        | Omen – The Story             |                                                                         |
| Figure of Eight                       | Paul McCartney                                                                 | Paul McCartney                                                                 | Paul McCartney                      | Parlophone/EMI, Capitol Records, Universal Music | 13. November 1989  | Rock                         | Flowers in the Dirt          |                                                                         |
| Heiße Nächte (in Palermo)             | Eik Breit, Klaus Eberhartinger, Nino Holm, Günther Schönberger, Thomas Spitzer | Eik Breit, Klaus Eberhartinger, Nino Holm, Günther Schönberger, Thomas Spitzer | Erste Allgemeine Verunsicherung     | EMI Columbia                                     | 25. Juni 1989      | Austropop                    | Geld oder Leben!             |                                                                         |
| Hier kommt Kurt                       | Hanno Bruhn, Frank Zander                                                      | Hanno Bruhn, Frank Zander                                                      | Frank Zander                        |                                                  | Dezember 1989      | Pop, Schlager                | Kurt – Quo vadis             |                                                                         |
| I Love to See You Smile               | Randy Newman                                                                   | Randy Newman                                                                   | Randy Newman                        |                                                  | 1989               | Filmmusik                    |                              | für den Spielfilm Eine Wahnsinnsfamilie geschriebener Filmsong          |
| Innocent                              | Mike Oldfield                                                                  | Mike Oldfield                                                                  | Mike Oldfield                       | Virgin Records                                   | 23. Juni 1989      | Pop-Rock                     | Earth Moving                 |                                                                         |
| Lily Was Here                         |                                                                                | David A. Stewart                                                               | David A. Stewart feat. Candy Dulfer | Anxious Records, RCA Records                     | 1989               | Pop                          | Lily Was Here                | Instrumental                                                            |
| Love Will Never Do (Without You)      | James Harris III, Terry Lewis                                                  | James Harris III, Terry Lewis                                                  | Janet Jackson                       | A&M Records                                      | 19. September 1989 | Pop                          | Rhythm Nation 1814           |                                                                         |
| My Brave Face                         | Paul McCartney/Elvis Costello                                                  | Paul McCartney/Elvis Costello                                                  | Paul McCartney                      | Parlophone/EMI, Capitol Records, Universal Music | 8. Mai 1989        | Pop                          | Flowers in the Dirt          |                                                                         |
| Où est le soleil?                     | Paul McCartney                                                                 | Paul McCartney                                                                 | Paul McCartney                      | Parlophone/EMI, Capitol Records, Universal Music | 25. Juli 1989      | Pop, Disco                   | Flowers in the Dirt          |                                                                         |
| Rock Me                               | Stevo Cvikić                                                                   | Rajko Dujmić                                                                   | Riva                                | Jugoton                                          | 1989               | Pop-Rock                     |                              |                                                                         |
| Rockin’ in the Free World             | Neil Young                                                                     | Neil Young                                                                     | Neil Young                          | Reprise Records                                  | 14. November 1989  | Heartland Rock, Hard Rock    | Freedom                      |                                                                         |
| Sacrifice                             | Sean Brennan                                                                   | Sean Brennan                                                                   | London After Midnight               |                                                  | 1989               | Dark Rock, Gothic Rock       | London After Midnight        |                                                                         |
| Samuraj                               | Dieter Bohlen                                                                  | Dieter Bohlen                                                                  | Nino de Angelo                      | WEA Records                                      | Februar 1989       | Pop                          |                              |                                                                         |
| Scandal                               | John Deacon, Brian May, Freddie Mercury, Roger Taylor                          | John Deacon, Brian May, Freddie Mercury, Roger Taylor                          | Queen                               | Capitol Records, Parlophone Records              | 22. Mai 1989       | Rock                         | The Miracle                  |                                                                         |
| Sexy                                  | Marius Müller-Westernhagen                                                     | Marius Müller-Westernhagen                                                     | Marius Müller-Westernhagen          | WEA Records                                      | August 1989        | Pop                          | Halleluja                    |                                                                         |
| Weil ich dich liebe                   | Marius Müller-Westernhagen                                                     | Marius Müller-Westernhagen                                                     | Marius Müller-Westernhagen          | WEA Records                                      | 25. August 1989    | Deutschrock                  | Halleluja                    |                                                                         |

### Alben
| Album                                                    | Interpret                              | Label                                     | Veröffentlichung   | Genre                                                  | Weitere Informationen |
| -------------------------------------------------------- | -------------------------------------- | ----------------------------------------- | ------------------ | ------------------------------------------------------ | --------------------- |
| 3 Feet High and Rising                                   | De La Soul                             | Tommy Boy Records                         | 3. März 1989       | Hip-Hop, Jazz-Rap                                      |                       |
| 49th Parallel                                            | Neil Swainson                          | Concord Jazz, Reel to Real                | 1989               | Jazz                                                   |                       |
| 101                                                      | Depeche Mode                           | Mute Records                              | 13. März 1989      | Synthiepop, Industrial, New Wave                       | Livealbum             |
| 2300 Jackson Street                                      | The Jacksons                           | Epic Records, CBS                         | 28. Mai 1989       | Contemporary R&B                                       |                       |
| A New Flame                                              | Simply Red                             | Elektra Records, WEA Records              | 13. Februar 1989   | Blue-Eyed Soul                                         |                       |
| A Night to Remember                                      | Cyndi Lauper                           | Epic Records                              | 9. Mai 1989        | Pop-Rock                                               |                       |
| Affection                                                | Lisa Stansfield                        | Arista Records                            | 20. November 1989  | Contemporary R&B, Soul, Pop, Dance-Pop, New Jack Swing |                       |
| After the War                                            | Gary Moore                             | Virgin Records                            | 25. Januar 1989    | Hard Rock                                              |                       |
| Agent Orange                                             | Sodom                                  | Steamhammer/SPV                           | 1. Juni 1989       | Thrash Metal                                           |                       |
| Alannah Myles                                            | Alannah Myles                          | Atlantic Records                          | 28. März 1989      | Bluesrock                                              |                       |
| Alice in Hell                                            | Annihilator                            | Roadrunner Records                        | 5. September 1989  | Thrash Metal, Speed Metal                              |                       |
| Altars of Madness                                        | Morbid Angel                           | Combat Records, Earache Records           | 12. Mai 1989       | Death Metal                                            |                       |
| Amandla                                                  | Miles Davis                            | Warner Bros.                              | 18. Mai 1989       | Jazz                                                   |                       |
| At the Beeb                                              | Queen                                  | Band of Joy, BBC Records, EMI             | 12. Mai 1989       | Rock, Hard Rock                                        | Kompilation           |
| Aura                                                     | Miles Davis                            | Columbia Records                          | 12. September 1989 | Jazz                                                   |                       |
| Back on the Block                                        | Quincy Jones                           | Qwest Records                             | 21. November 1989  | Jazz, Hip-Hop, Contemporary R&B                        |                       |
| Bad English                                              | Bad English                            | Epic Records                              | 26. Juni 1989      | Hard Rock, Adult Oriented Rock                         |                       |
| Batman                                                   | Prince                                 | Warner Bros. Records                      | 19. Juni 1989      | Contemporary R&B, Dance, Funk, Pop                     |                       |
| Beneath the Remains                                      | Sepultura                              | Roadrunner Records                        | 7. April 1989      | Thrash Metal, Death Metal                              |                       |
| Big Game                                                 | White Lion                             | Atlantic Records                          | 10. August 1989    | Glam Metal                                             |                       |
| Bleach                                                   | Nirvana                                | Sub Pop                                   | 8. August 1989     | Grunge                                                 |                       |
| Blues on Broadway                                        | Ruth Brown                             | Fantasy Records                           | 1989               | R&B                                                    |                       |
| Brain Drain                                              | Ramones                                | Sire Records, Chrysalis Records           | 23. März 1989      | Punkrock                                               |                       |
| Cheers You Lot                                           | Girlschool                             | Razor Records                             | 1989               | Hard Rock, Heavy Metal                                 | Kompilation           |
| Cherry Knowle                                            | Leatherface                            | Meantime Records                          | 9. Juli 1989       | Hardcore Punk                                          |                       |
| Controlled by Hatred                                     | Suicidal Tendencies                    | Epic Records                              | 17. Oktober 1989   | Crossover-Thrash                                       |                       |
| Crossroads                                               | Tracy Chapman                          | Elektra                                   | 29. September 1989 | Folk                                                   |                       |
| Death or Glory                                           | Running Wild                           | Noise Records                             | 8. November 1989   | Heavy Metal, Power Metal                               |                       |
| Die Ärzte früher!                                        | Die Ärzte                              | CBS                                       | 13. Februar 1989   | Punkrock                                               | Kompilation           |
| Disintegration                                           | The Cure                               | Fiction Records                           | 2. Mai 1989        | Dark Wave, Gothic Rock                                 |                       |
| Doolittle                                                | Pixies                                 | 4AD, Elektra Records                      | 17. April 1989     | Alternative Rock                                       |                       |
| Dr. Feelgood                                             | Mötley Crüe                            | Elektra Records                           | 1. September 1989  | Hard Rock, Glam Metal                                  |                       |
| Dreamweaver (Reflections of Our Yesterdays)              | Sabbat                                 | Noise Records                             | 15. Mai 1989       | Hard Rock, Heavy Metal                                 |                       |
| Earth Moving                                             | Mike Oldfield                          | Virgin Records                            | 10. Juli 1989      | Progressive Rock                                       |                       |
| Extreme                                                  | Extreme                                | A&M Records                               | 1989               | Hard Rock, Funk Metal, Glam Metal                      |                       |
| Extreme Aggression                                       | Kreator                                | Noise Records                             | 19. Juni 1989      | Thrash Metal                                           |                       |
| Fabulous Disaster                                        | Exodus                                 | Combat Records                            | 30. Januar 1989    | Thrash Metal                                           |                       |
| Flowers in the Dirt                                      | Paul McCartney                         | Parlophone, EMI, Capitol, Universal Music | 5. Juni 1989       | Rock                                                   |                       |
| Follow the Blind                                         | Blind Guardian                         | Virgin, EMI                               | 25. Oktober 1989   | Speed Metal, Thrash Metal                              |                       |
| Fool’s Game                                              | Mordred                                | Noise Records                             | 1989               | Thrash Metal, Funk Metal                               |                       |
| Force Majeure                                            | Doro                                   | Vertigo Records                           | 1. Februar 1989    | Hard Rock, Heavy Metal                                 |                       |
| Foreign Affair                                           | Tina Turner                            | Capitol Records                           | 13. September 1989 | Rock, Pop                                              |                       |
| Girl You Know It’s True                                  | Milli Vanilli                          | Arista Records                            | 7. März 1989       | Dance-Pop, Dance                                       |                       |
| Gutter Ballet                                            | Savatage                               | Atlantic Records, WEA Records             | 1. Dezember 1989   | Heavy Metal, Power Metal, Progressive Metal            |                       |
| Hair of the Dog                                          | Tankard                                | Noise Records                             | 1989               | Thrash Metal                                           | Kompilation           |
| Halleluja                                                | Marius Müller-Westernhagen             | WEA Records                               | 25. August 1989    | Pop, Deutschrock                                       |                       |
| Hard Volume                                              | Rollins Band                           | Texas Hotel Records                       | 1989               | Post-Hardcore                                          |                       |
| Headless Cross                                           | Black Sabbath                          | I.R.S. Records                            | 1. April 1989      | Heavy Metal                                            |                       |
| Heart of Stone                                           | Cher                                   | Geffen Records                            | 19. Juni 1989      | Pop-Rock, Adult Contemporary                           |                       |
| Hot in the Shade                                         | Kiss                                   | Mercury Records                           | 17. Oktober 1989   | Hard Rock, Glam Metal                                  |                       |
| In the Year of the Dragon                                | Geri Allen, Charlie Haden, Paul Motian | JMT                                       | 1989               | Jazz                                                   |                       |
| John Abercrombie / Marc Johnson / Peter Erskine          | dto                                    | ECM Records                               | 1989               | Jazz                                                   |                       |
| Keine Träume                                             | Molotow Soda                           | Day-Glo Records                           | 1989               | Punkrock, Deutschpunk                                  |                       |
| Let Love Rule                                            | Lenny Kravitz                          | Virgin Records                            | 19. September 1989 | Hard Rock, Funk Rock                                   |                       |
| Like a Prayer                                            | Madonna                                | Sire Records, Warner Brothers Records     | 21. März 1989      | Pop                                                    |                       |
| Lōc-ed After Dark                                        | Tone Lōc                               | Delicious Vinyl                           | 23. Januar 1989    | Hip-Hop                                                |                       |
| Louder Than Love                                         | Soundgarden                            | A&M Records                               | 5. September 1989  | Heavy Metal, Hard Rock, Grunge                         |                       |
| Lügenmarsch                                              | Böhse Onkelz                           | Metal Enterprises                         | 1989               | Heavy Metal, Hard Rock                                 | EP                    |
| Mann und Frau                                            | Wolfgang Ambros                        | Atom Records                              | Mai 1989           | Pop-Rock                                               |                       |
| Mein Apfelbäumchen                                       | Reinhard Mey                           | Intercord                                 | 1. August 1989     | Liedermacher                                           | Kompilation           |
| Margin Walker                                            | Fugazi                                 | Dischord Records                          | Juni 1989          | Post-Hardcore                                          | EP                    |
| More Songs About Love & Hate                             | The Godfathers                         | Epic Records                              | Mai 1989           | Alternative Rock                                       |                       |
| Mother’s Milk                                            | Red Hot Chili Peppers                  | EMI, Capitol Records                      | 16. August 1989    | Funk Rock                                              |                       |
| New York                                                 | Lou Reed                               | Sire Records                              | 10. Januar 1989    | Rock, Hard Rock, Jazz                                  |                       |
| No Anaesthesia!                                          | Stone                                  | Megamania Records                         | 1989               | Thrash Metal                                           |                       |
| No Control                                               | Bad Religion                           | Epitaph Records                           | 2. November 1989   | Punkrock                                               |                       |
| Nothingface                                              | Voivod                                 | MCA Records                               | 13. Oktober 1989   | Progressive Metal                                      |                       |
| Oh Mercy                                                 | Bob Dylan                              | Columbia Records                          | 22. September 1989 | Rock                                                   |                       |
| One                                                      | Bee Gees                               | Warner Bros.                              | 17. April 1989     | Rock, Pop, Adult Contemporary                          |                       |
| Paul’s Boutique                                          | Beastie Boys                           | Capitol Records                           | 25. Juli 1989      | Alternative Hip-Hop, Plunderphonics                    |                       |
| Perfect Remedy                                           | Status Quo                             | Vertigo Records                           | 17. November 1989  | Country-Rock, Pop-Rock                                 |                       |
| Pink Cream 69                                            | Pink Cream 69                          | Epic Records                              | 2. Oktober 1989    | Hard Rock, Glam Metal                                  |                       |
| Practice What You Preach                                 | Testament                              | Atlantic Records, Megaforce Records       | 4. August 1989     | Thrash Metal                                           |                       |
| President Yo La Tengo                                    | Yo La Tengo                            | Coyote Records                            | 1989               | Indie-Rock, Noiserock                                  |                       |
| Pretty Hate Machine                                      | Nine Inch Nails                        | TVT Records                               | 20. Oktober 1989   | Industrial Rock, Synth Pop, Electro-Industrial, EDM    |                       |
| Prime Evil                                               | Venom                                  | Under One Flag                            | 10. Oktober 1989   | Heavy Metal, Thrash Metal, Speed Metal                 |                       |
| Pump                                                     | Aerosmith                              | Geffen Records                            | 12. September 1989 | Hard Rock, Bluesrock                                   |                       |
| Quickness                                                | Bad Brains                             | Caroline Records                          | 14. September 1989 | Alternative Metal, Thrash Metal, Hardcore Punk         |                       |
| Raging Silence                                           | Uriah Heep                             | Legacy (UK), Enigma Records (US)          | 4. Juni 1989       | Hard Rock, Pop Metal                                   |                       |
| Raw Like Sushi                                           | Neneh Cherry                           | Virgin Records                            | 5. Juni 1989       | Hip-Hop, New Jack Swing, Contemporary R&B              |                       |
| Repeat Offender                                          | Richard Marx                           | Capitol Records                           | 6. Juli 1989       | Rock                                                   |                       |
| Rhythm Nation 1814                                       | Janet Jackson                          | A&M Records                               | 19. September 1989 | Pop, Contemporary R&B, New Jack Swing                  |                       |
| Rock Island                                              | Jethro Tull                            | Chrysalis Records                         | 21. August 1989    | Progressive Rock, Hard Rock                            |                       |
| Runaway Horses                                           | Belinda Carlisle                       | MCA Records                               | 3. Oktober 1989    | Pop-Rock                                               |                       |
| S&M Airlines                                             | NOFX                                   | Epitaph Records                           | 5. September 1989  | Punkrock, Melodic Hardcore, Skatepunk                  |                       |
| Seven Compositions (Trio) 1989                           | Anthony Braxton                        | HatHut Records                            | 1989               | Jazz                                                   |                       |
| Skid Row                                                 | Skid Row                               | Atlantic Records                          | 24. Januar 1989    | Hard Rock, Sleaze Rock, Glam Metal                     |                       |
| Sleeping with the Past                                   | Elton John                             | MCA Records, Rocket Records               | 29. August 1989    | Pop                                                    |                       |
| Slip of the Tongue                                       | Whitesnake                             | Geffen, Warner Bros., CBS, EMI            | 18. November 1989  | Hard Rock                                              |                       |
| Slowly We Rot                                            | Obituary                               | Roadrunner Records                        | 14. Juni 1989      | Death Metal                                            |                       |
| Snakes ’n’ Ladders                                       | Nazareth                               | Vertigo Records                           | 18. Juni 1989      | Hard Rock, Adult Oriented Rock                         |                       |
| Sonic Temple                                             | The Cult                               | Beggars Banquet Records, Sire Records     | 10. April 1989     | Hard Rock                                              |                       |
| Steel Wheels                                             | The Rolling Stones                     | Rolling Stones Records, CBS               | 29. August 1989    | Rock                                                   |                       |
| Storm Front                                              | Billy Joel                             | Columbia Records                          | 4. Oktober 1989    | Rock                                                   |                       |
| Straight No Chaser                                       | Thelonious Monk                        | Columbia Records                          | 1989               | Jazz                                                   |                       |
| Street Fighting Years                                    | Simple Minds                           | Virgin Records, A&M Records               | 8. Mai 1989        | Pop-Rock                                               |                       |
| Technique                                                | New Order                              | Factory Records                           | 30. Januar 1989    | Synthiepop, Dance, Alternative Dance                   |                       |
| The Alternate Express                                    | Art Ensemble of Chicago                | DIW Records                               | 1989               | Jazz                                                   |                       |
| The Headless Children                                    | W.A.S.P.                               | Capitol Records                           | 15. April 1989     | Heavy Metal                                            |                       |
| The Iceberg / Freedom of Speech…Just Watch What You Say! | Ice-T                                  | Sire Records                              | 10. Oktober 1989   | Hip-Hop, Gangsta-Rap                                   |                       |
| The Mind Is a Terrible Thing to Taste                    | Ministry                               | Sire Records                              | 14. November 1989  | Industrial Metal                                       |                       |
| The Miracle                                              | Queen                                  | Parlophone/EMI, Capitol Records           | 22. Mai 1989       | Rock                                                   |                       |
| The Offspring                                            | The Offspring                          | Nemesis Records                           | 15. Juni 1989      | Punk-Rock, Hardcore Punk, Horrorpunk                   |                       |
| The Raw & the Cooked                                     | Fine Young Cannibals                   | I.R.S. Records, London Records            | 13. Januar 1989    | Alternative Rock, New Wave                             |                       |
| The Real Thing                                           | Faith No More                          | Polygram/London Slash                     | 20. Juni 1989      | Crossover, Funk Metal, Alternative Metal               |                       |
| The Road to Hell                                         | Chris Rea                              | WEA Records                               | 2. Oktober 1989    | Rock                                                   |                       |
| The Seeds of Love                                        | Tears for Fears                        | Phonogram, Mercury Records                | 25. September 1989 | Rock, New Wave                                         |                       |
| The Sensual World                                        | Kate Bush                              | EMI                                       | 16. Oktober 1989   | Pop                                                    |                       |
| Tin Machine                                              | Tin Machine                            | EMI                                       | 22. Mai 1989       | Rock                                                   |                       |
| Trash                                                    | Alice Cooper                           | Epic Records                              | 25. Juli 1989      | Hard Rock, Glam Metal                                  |                       |
| Trio Jeepy                                               | Branford Marsalis                      | Columbia Records                          | Juni 1989          | Jazz                                                   |                       |
| Unfinished Business                                      | EPMD                                   | Fresh Records, Sleeping Bag Records       | 25. Juli 1989      | Hip-Hop                                                |                       |
| Velveteen                                                | Transvision Vamp                       | MCA Records                               | 19. Juni 1989      | Pop-Rock                                               |                       |
| We Too Are One                                           | Eurythmics                             | RCA Records                               | 11. September 1989 | Synthiepop, Pop-Rock                                   |                       |
| When Dream and Day Unite                                 | Dream Theater                          | Mechanic Records                          | 6. März 1989       | Progressive Metal                                      |                       |
| Wunder gescheh’n                                         | Nena                                   | Columbia Records                          | 5. November 1989   | Pop                                                    |                       |
| You Can’t Do That on Stage Anymore Vol. III              | Frank Zappa                            | Rykodisc                                  | 13. November 1989  | Hard Rock, Progressive Rock, Artrock                   |                       |

## Geboren

### Januar
- 03. Januar: Hovig, zypriotisch-armenischer Sänger

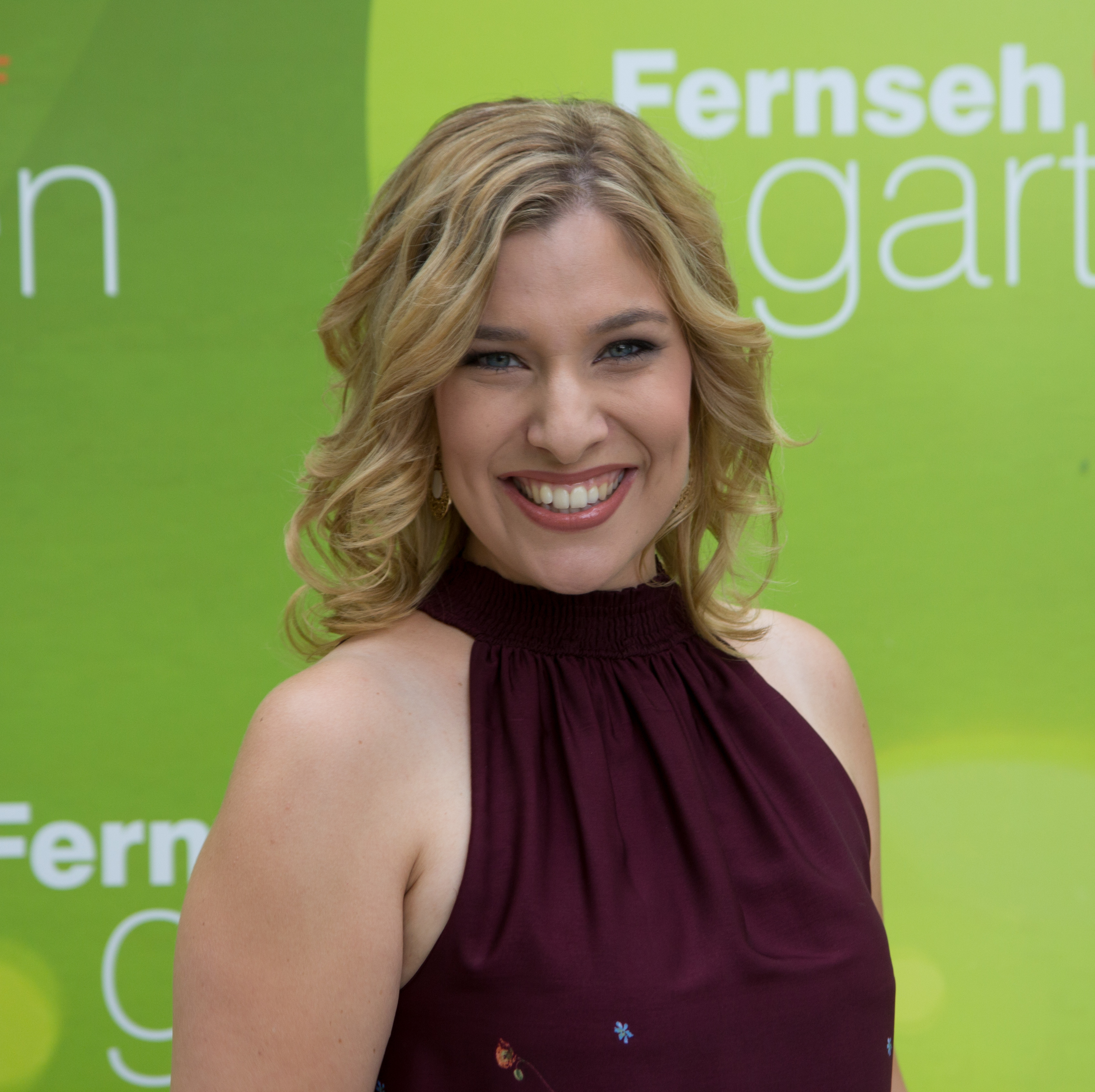
Laura Wilde; * 4. Januar

- 04. Januar: Laura Wilde, deutsche Schlagersängerin
- 05. Januar: Michael C. Fox, britischer Schauspieler und Musiker
- 05. Januar: Conan Osíris, portugiesischer Sänger
- 06. Januar: Carolin Koch, deutsche Schauspielerin und Sängerin
- 07. Januar: Lahav Shani, israelischer Pianist und Dirigent
- 12. Januar: Aneta Sablik, polnische Sängerin
- 13. Januar: Andy Allo, US-amerikanische Sängerin und Schauspielerin
- 13. Januar: Triinu Kivilaan, estnische Pop-Rock- und R&B-Sängerin
- 16. Januar: Kiesa Rae Ellestad, kanadische Singer-Songwriterin
- 17. Januar: Kandace Springs, US-amerikanische Sängerin, Pianistin und Songwriterin
- 20. Januar: Sarah Lancman, französische Jazzsängerin, Pianistin und Komponistin
- 21. Januar: Nareh Arghamanyan, armenische Pianistin
- 22. Januar: Gabriella Di Grecco, brasilianische Schauspielerin und Sängerin
- 22. Januar: Luzius Schuler, Schweizer Jazzmusiker
- 26. Januar: Kerim Lechner, österreichischer Schlagzeuger, Songwriter und YouTuber
- 26. Januar: Antje Rößeler, deutsche Jazzmusikerin (Piano, Komposition)
- 28. Januar: SSIO, deutscher Rapper
- 31. Januar: Nikki Chooi, kanadischer Geiger
- 31. Januar: ManuElla, slowenische Popsängerin

### Februar
- 03. Februar: Valentin Ceccaldi, französischer Jazzmusiker
- 03. Februar: Ishay Ribo, israelischer Musiker
- 10. Februar: Lasse Mørck, dänischer Jazzbassist
- 10. Februar: Naeleck, französischer Musikproduzent
- 11. Februar: Mimi Chakraborty, indische Schauspielerin, Sängerin und Politikerin
- 17. Februar: Chord Overstreet, US-amerikanischer Schauspieler und Sänger
- 18. Februar: SuRie, britische Sängerin und Songwriterin
- 19. Februar: Robeat, deutscher Beatboxer
- 21. Februar: Corbin Bleu, US-amerikanischer Schauspieler, Sänger, Tänzer und Model
- 21. Februar: Billy Test, US-amerikanischer Jazzmusiker
- 26. Februar: Courtney LaPlante, US-amerikanische Sängerin
- 27. Februar: Jessika, maltesische Sängerin und Songwriterin

### März
- 05. März: Francesco Ciniglio, italienischer Jazzmusiker
- 08. März: Anni Perka, deutsche Schlagersängerin, Songwriterin, Moderatorin, Werbesprecherin
- 09. März: Kim Tae-yeon, südkoreanische Sängerin

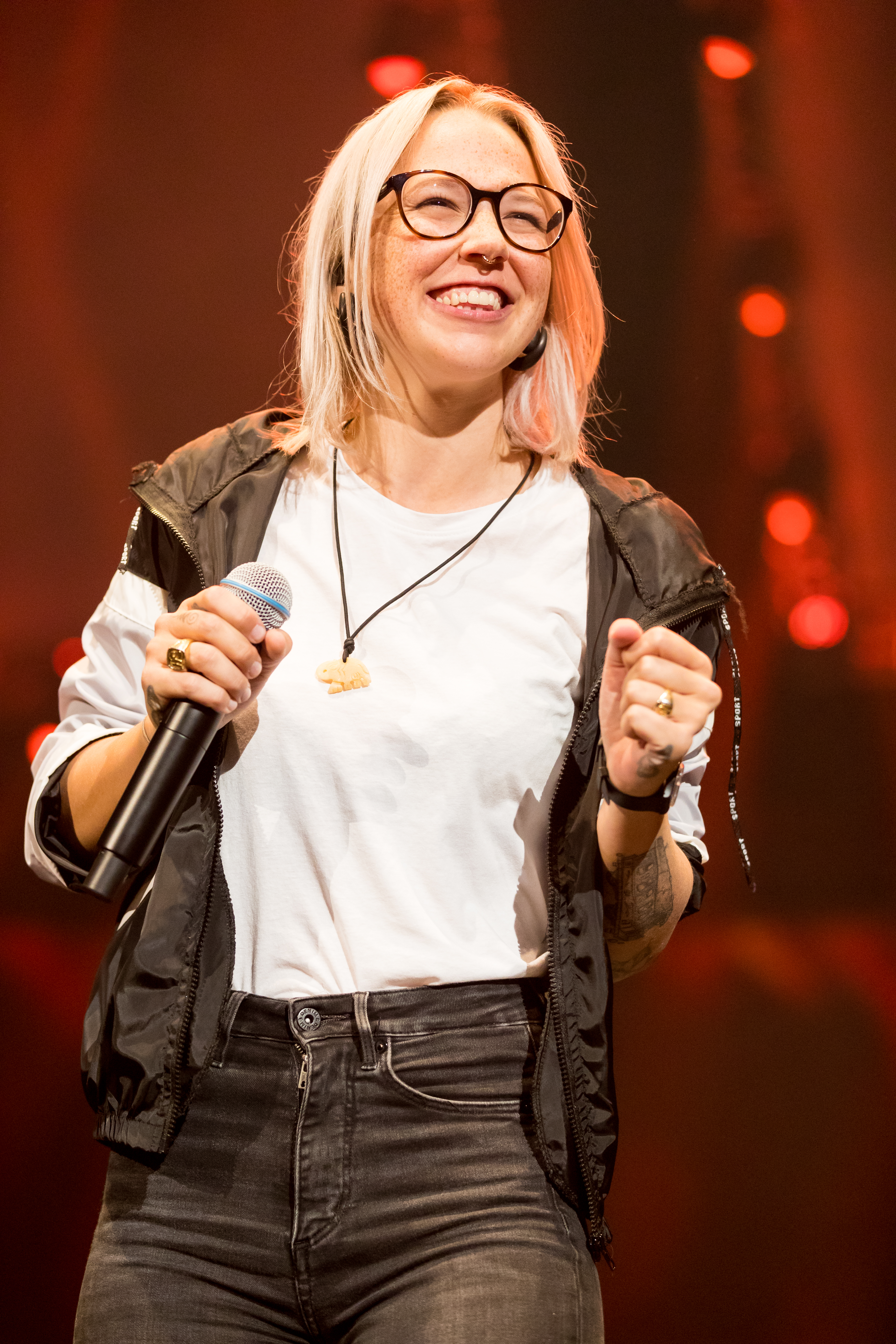
Stefanie Heinzmann; * 10. März

- 10. März: Stefanie Heinzmann, Schweizer Pop- und Soulsängerin
- 13. März: Yemi Alade, nigerianische AfroPop-Sängerin, Songwriterin, Schauspielerin und Aktivistin
- 17. März: Sun Diego, deutscher Rapper ukrainisch-jüdischer Herkunft
- 22. März: Dustin Laurenzi, US-amerikanischer Jazzsaxophonist
- 28. März: Tabita Berglund, norwegische Dirigentin und Cellistin
- 31. März: Samanta Tīna, lettische Sängerin

### April
- 07. April: Dan Costa, britischer Jazzpianist und Komponist
- 07. April: Julija Olegowna Samoilowa, russische Sängerin
- 12. April: ILoveMakonnen, US-amerikanischer Rapper
- 13. April: MamaRika, ukrainische Sängerin
- 14. April: Dafina Zeqiri, kosovarisch-schwedische Popsängerin
- 15. April: Brandur Enni, färöischer Popsänger und Songwriter
- 18. April: Jessica Jung, koreanisch-amerikanische Sängerin
- 18. April: Melike Şahin, türkische Musikerin
- 19. April: Kai Johannes Polzhofer, deutsch-österreichischer Dirigent, Komponist und Musikautor
- 21. April: Hikakin, japanischer Musiker, Webvideoproduzent, Unternehmer und Schauspieler
- 23. April: Jievaras Jasinskis, litauischer Jazzmusiker (Posaune, Komposition) und Bigband-Leader
- 24. April: Pol Belardi, luxemburgischer Jazz- und Fusionmusiker
- 24. April: Lindita Halimi, kosovo-albanische Sängerin
- 25. April: Aysel Teymurzadə, aserbaidschanische Popsängerin
- 27. April: GReeeN, deutscher Rapper und Sänger
- 28. April: Lukas Plöchl, österreichischer Rapper
- 30. April: Esther Sévérac, deutsch-französische Harfenistin

### Mai

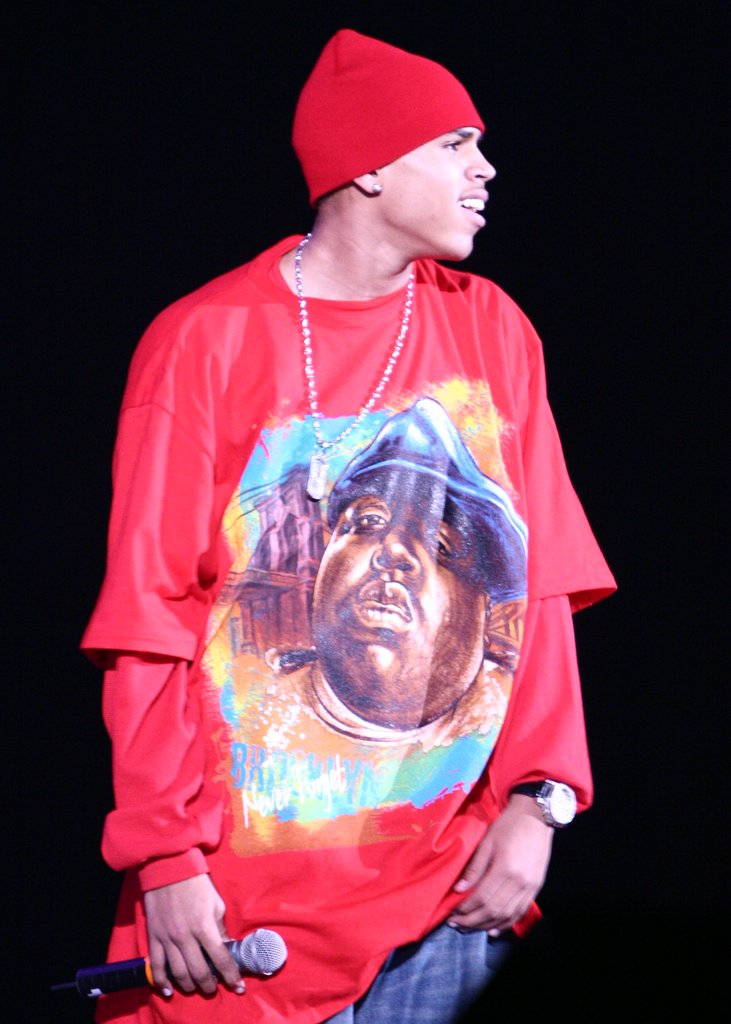
Chris Brown; * 5. Mai

- 05. Mai: Chris Brown, US-amerikanischer R&B-Sänger
- 05. Mai: Kurt Calleja, maltesischer Sänger und Komponist
- 05. Mai: Roman Werner, deutscher Bluesrock-Gitarrist
- 08. Mai: Franziska Bruecker, Schweizer Musikerin und Komponistin
- 12. Mai: Eleftheria Eleftheriou, griechisch-zypriotische Sängerin

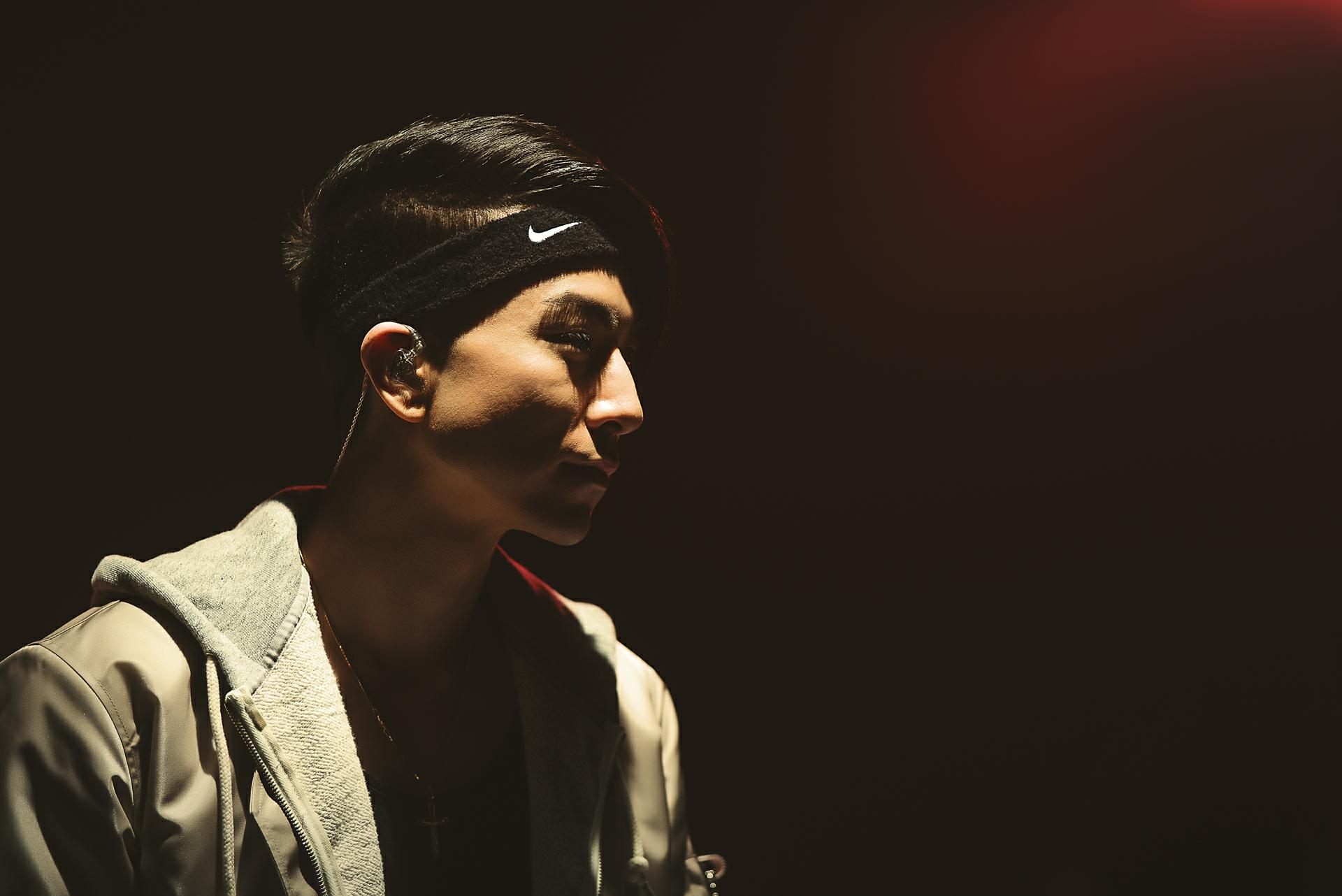
KRNFX; * 13. Mai

- 13. Mai: KRNFX, koreanisch-kanadischer Beatboxer, Webvideoproduzent und Sänger
- 15. Mai: Murat Ceylan Wish, türkischer Schauspieler, Moderator und Sänger
- 15. Mai: Sunny, südkoreanische Sängerin
- 20. Mai: Giorgi Mikadze, georgischer Pianist und Komponist
- 22. Mai: Christian Sands, US-amerikanischer Jazzpianist
- 23. Mai: Melissa Khalaj, deutsche Moderatorin und Sängerin iranischer Abstammung
- 24. Mai: Francesco Cafiso, italienischer Jazzsaxophonist
- 25. Mai: Aliona Moon, moldauische Popsängerin
- 26. Mai: Rosé, US-amerikanische Dragqueen und Sängerin
- 27. Mai: Danica Radojčić, serbische Sängerin
- 28. Mai: Peter Dorfmayr, österreichischer Hornist
- 29. Mai: Eyþór Ingi Gunnlaugsson, isländischer Popsänger
- 29. Mai: Sanah Kadoura, kanadische Jazzmusikerin (Schlagzeug, Komposition)
- 29. Mai: Nathan Ott, deutscher Jazzschlagzeuger

### Juni
- 04. Juni: Eldar Qasımov, aserbaidschanischer Sänger
- 08. Juni: Amaury Vassili, französischer Sänger
- 09. Juni: Alexandru Brădățan, rumänischer Folkloresänger
- 09. Juni: Blanca Paloma, spanische Sängerin

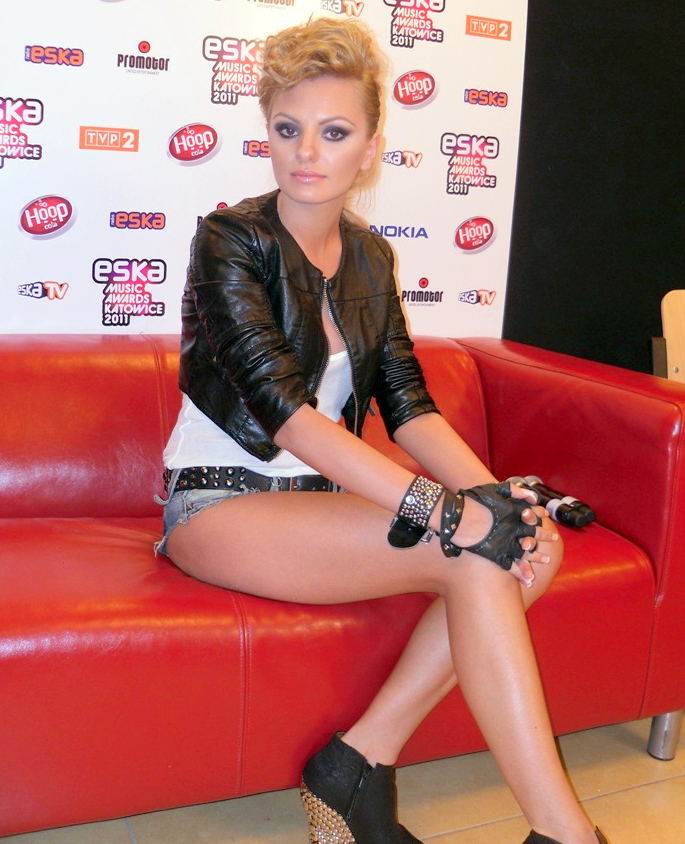
Alexandra Stan; * 10. Juni

- 10. Juni: Alexandra Stan, rumänische Pop-Sängerin
- 13. Juni: Diana Hacıyeva, aserbaidschanische Singer-Songwriterin und Komponistin
- 14. Juni: Alexandra Kloiber, österreichische Schauspielerin, Sprecherin und Autorin
- 18. Juni: Renee Olstead, US-amerikanische Sängerin und Schauspielerin
- 19. Juni: Oto Nemsadze, georgischer Sänger
- 23. Juni: Ayana Taketatsu, japanische Synchronsprecherin und Sängerin
- 25. Juni: Sam Ryder, britischer Singer-Songwriter
- 26. Juni: Jowst, norwegischer DJ, Musikproduzent und Songwriter
- 30. Juni: Felix Kummer, deutscher Sänger und Rapper

### Juli
- 02. Juli: Alpha Wann, französischer Rapper
- 03. Juli: Aisel, aserbaidschanische Sängerin
- 03. Juli: Elle King, US-amerikanische Sängerin und Schauspielerin
- 04. Juli: Plastic Martyr, US-amerikanische Schauspielerin, Sängerin, Hörfunkmoderatorin und Model
- 08. Juli: Miki Liukkonen, finnischer Schriftsteller, Musiker und Fernsehmoderator († 2023)
- 11. Juli: Liel Kolet, israelische Sängerin
- 12. Juli: Estelle Revaz, österreichisch-schweizerische Cellistin und Schweizer Politikerin (SP)
- 18. Juli: Timur Ülker, deutscher Schauspieler und Musiker
- 20. Juli: Rose Villain, italienische Rapperin und Popsängerin
- 25. Juli: Simona Zmrzlá, tschechische Schauspielerin und Sängerin
- 27. Juli: Cap Kendricks, deutscher Musikproduzent
- 29. Juli: Xilent, polnischer DJ und Musikproduzent
- 30. Juli: Cady Groves, US-amerikanische Sängerin († 2020)
- 30. Juli: Olivia-Patrizia Schaarschmidt, deutsche Schauspielerin, Sängerin und Musicaldarstellerin

### August
- 01. August: Nizam DRedd, kasachischer Rapper uigurischer Abstammung
- 04. August: Jessica Mauboy, australische R&B-Sängerin und Schauspielerin
- 15. August: Belinda, mexikanische Pop-Rock-Sängerin
- 17. August: Lil B, US-amerikanischer Rapper
- 19. August: Romeo, US-amerikanischer Rapper
- 26. August: Hendrik Annel, deutscher Schauspieler und DJ
- 28. August: Alexander Prince Osei, deutscher Schauspieler und Tänzer
- 28. August: Cécile McLorin Salvant, US-amerikanische Jazzsängerin
- 30. August: Bebe Rexha, US-amerikanische Popsängerin

### September

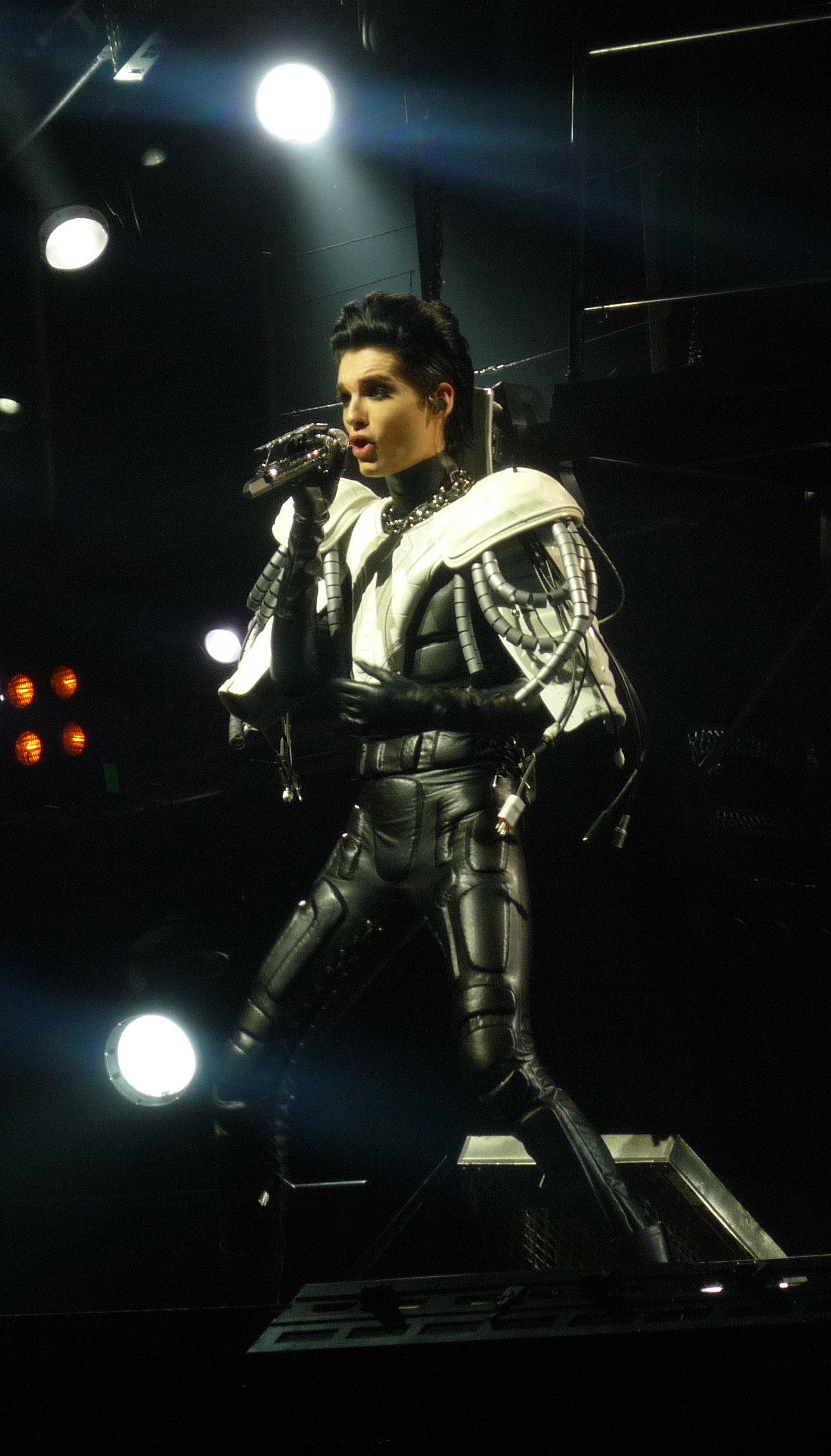
Bill Kaulitz; * 1. September

- 01. September: Bill Kaulitz, deutscher Musiker

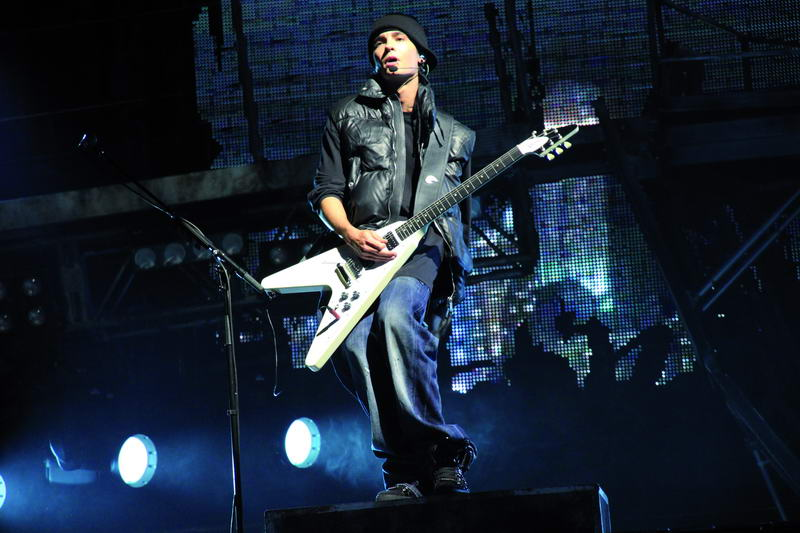
Tom Kaulitz; * 1. September

- 01. September: Tom Kaulitz, deutscher Musiker
- 01. September: Lea Sirk, slowenische Popsängerin
- 02. September: Ronela Hajati, albanische Sängerin, Songwriterin und Tänzerin
- 04. September: Dennis Egberth, schwedischer Jazzmusiker
- 05. September: Samuel Penderbayne, australischer Komponist
- 06. September: Sonia Liebing, deutsche Schlagersängerin
- 08. September: Avicii, schwedischer DJ, Remixer und Musikproduzent († 2018)
- 09. September: Beta Berk Bayındır, türkischer Rapper und Songwriter († 2022)
- 14. September: Logan Henderson, US-amerikanischer Sänger
- 16. September: David Tixier, französischer Jazzmusiker (Piano, Komposition)
- 18. September: Kirke Karja, estnische Jazz- und Improvisationsmusikerin
- 21. September: Jason Derulo, US-amerikanischer Sänger und Songwriter
- 22. September: Kim Hyo-yeon, südkoreanische Sängerin und Tänzerin
- 24. September: Kreayshawn, US-amerikanische Rapperin
- 28. September: Marta Forsberg, schwedische Improvisationsmusikerin (Geige, Elektronik, Komposition) und Klangkünstlerin
- 28. September: Lukas Strobel, deutscher Rapper
- 28. September: Artjom Stoljarow, russischer Trance-DJ und -Produzent

### Oktober
- 01. Oktober: Allie Bertram, kanadische Schauspielerin und Tänzerin
- 01. Oktober: Brie Larson, US-amerikanisch-kanadische Schauspielerin, Sängerin, Filmregisseurin, -produzentin und Drehbuchautorin
- 04. Oktober: Marc Barthel, deutscher Sänger, Schauspieler, Songwriter und Synchronsprecher

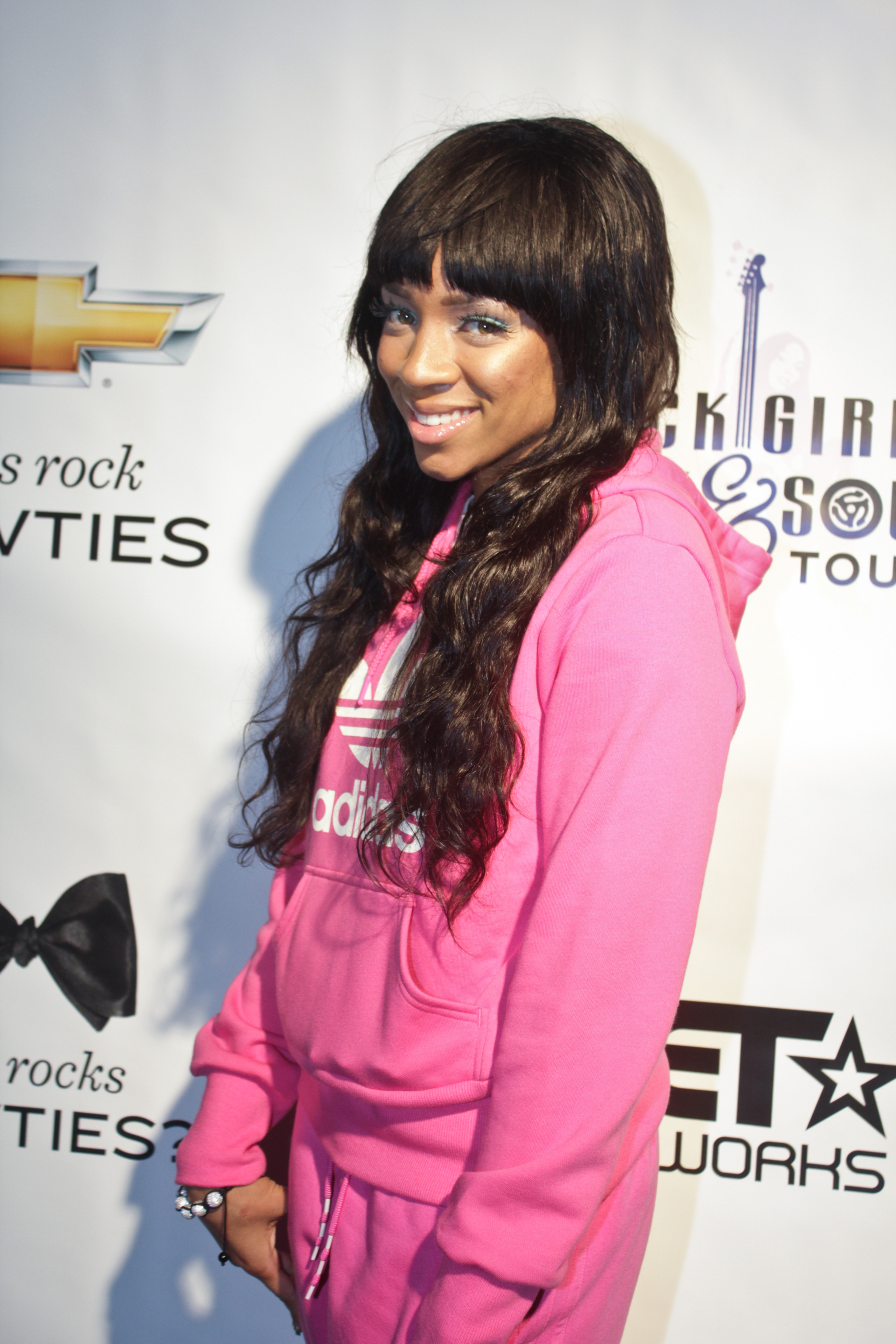
Lil’ Mama; * 4. Oktober

- 04. Oktober: Lil’ Mama, US-amerikanische Rapperin
- 04. Oktober: Rich Homie Quan, US-amerikanischer Rapper († 2024)
- 07. Oktober: Niculin Janett, Schweizer Jazz- und Volksmusiker (Saxophon, Komposition)
- 13. Oktober: Slimane, französischer Popsänger
- 20. Oktober: Jess Glynne, britische Sängerin
- 21. Oktober: Christin Stark, deutsche Schlagersängerin
- 22. Oktober: JPEGMAFIA, US-amerikanischer Rapper und Musikproduzent
- 23. Oktober: Contra, türkischer Rapper
- 27. Oktober: Alexandra Strunin, polnische Sängerin
- 28. Oktober: Katharina Ruckgaber, deutsche Opern- und Konzertsängerin

### November
- 02. November: Julian Külpmann, deutscher Jazz- und Popmusiker
- 03. November: Joyce Jonathan, französische Sängerin und Songschreiberin
- 06. November: Katerine Duska, kanadisch-griechische Sängerin
- 09. November: Gianluca Bezzina, maltesischer Mediziner und Sänger
- 10. November: Jakob Balogh, deutscher Komponist, Dialogbuchautor und Dialogregisseur
- 10. November: Tobias Rahim, dänisch-kurdischer Sänger
- 11. November: Oedo Kuipers, niederländischer Musicaldarsteller (Mozart)
- 17. November: Ali Tamposi, US-amerikanische Songwriterin
- 18. November: Reeps One, englischer Beatboxer, Webvideoproduzent, Komponist und Künstler
- 18. November: Vera Sola, US-amerikanisch-kanadische Singer-Songwriterin
- 19. November: Lenier, kubanischer Liedermacher
- 19. November: Tyga, US-amerikanischer Rapper
- 20. November: Ousman Conteh, gambisch-deutscher Tänzer
- 20. November: Sergei Wladimirowitsch Polunin, russischer Balletttänzer
- 22. November: Soul Jah Love, simbabwischer Zimdancehall-Sänger († 2021)
- 25. November: Tom Dice, belgischer Singer-Songwriter
- 29. November: Bruno de Sá, brasilianischer Sopranist

### Dezember
- 01. Dezember: Joris, deutscher Popsänger und Liedermacher
- 05. Dezember: Kwon Yu-ri, südkoreanische Popsängerin

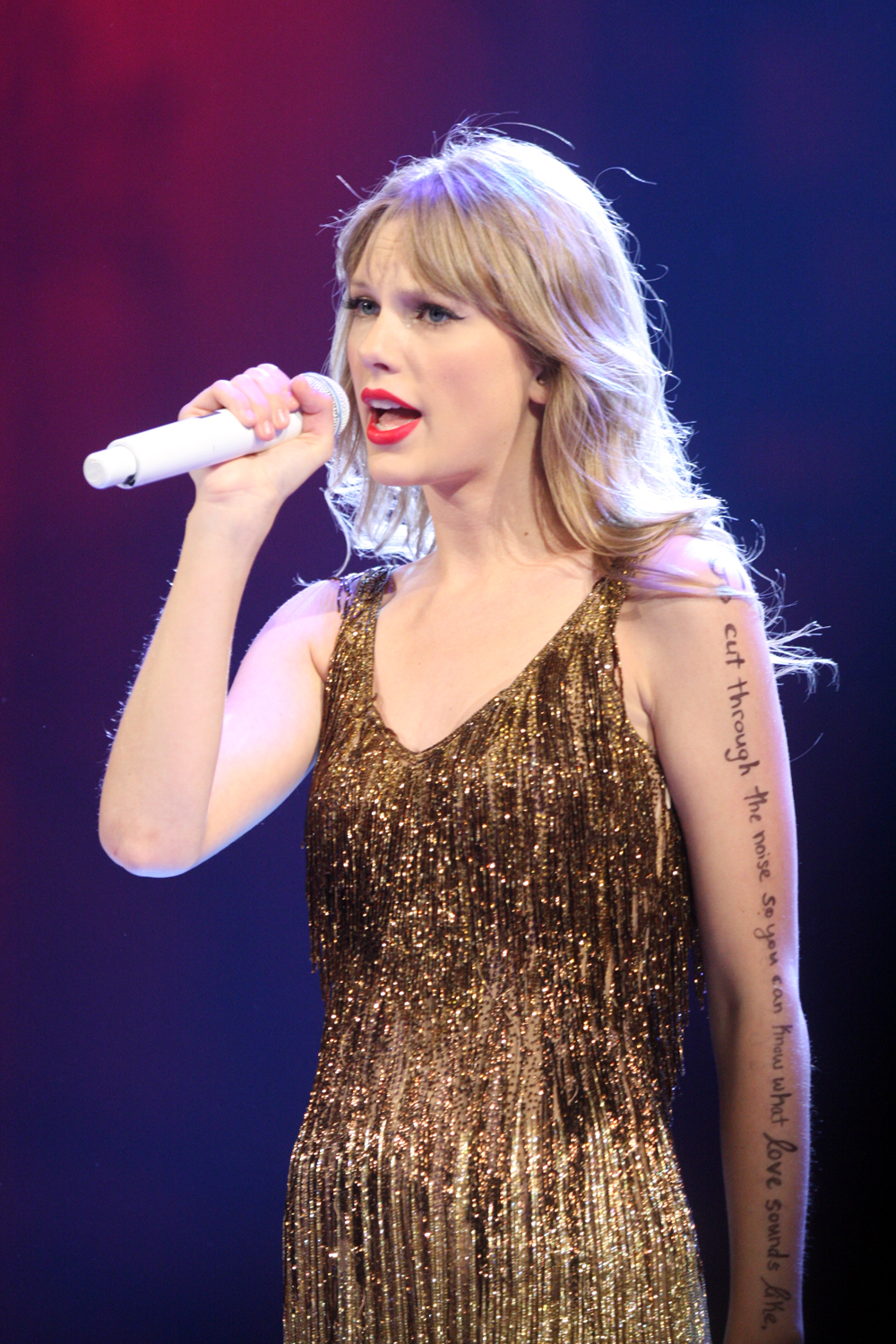
Taylor Swift; * 13. Dezember

- 13. Dezember: Taylor Swift, US-amerikanische Country-Pop-Sängerin
- 16. Dezember: Lee Biran, israelischer Sänger und Schauspieler
- 22. Dezember: Lukas Koeninger, österreichischer Rock’n’Roll-, Boogie-Woogie- und Blues-Pianist
- 23. Dezember: Julian David, deutscher Schlagersänger
- 26. Dezember: Noga Erez, israelische Sängerin und Musikproduzentin
- 28. Dezember: Salvador Sobral, portugiesischer Sänger
- 31. Dezember: Jonas Saalbach, deutscher DJ und Musikproduzent

### Genaues Geburtsdatum unbekannt
- Farida Amadou, belgische Improvisationsmusikerin (E-Bass, Komposition)
- Peter Andersohn, deutscher Komponist, Musiker und Autor
- Josh Arcoleo, britischer Jazzmusiker
- Bar Avni, israelische Dirigentin
- Marco Barbon, italienischer Chorleiter, Stimmbildner, Korrepetitor und Dirigent
- Beda mit palme, österreichischer Musiker, Multiinstrumentalist und Künstler
- Serena Brancale, italienische Musikerin
- Daniel Carter, australischer Dirigent
- Tomasz Chyła, polnischer Jazzmusiker (Geige, Komposition) und Chorleiter
- Jan Donner, deutscher Posaunist
- Judith Ferstl, österreichische Jazzmusikerin (Kontrabass, Komposition)
- Lea Maria Fries, Schweizer Singer-Songwriterin
- Haller, deutscher Musiker und Songwriter
- Hans Hulbækmo, norwegischer Jazzmusiker (Schlagzeug, Vibraphon, Komposition)
- Jonas David Jacob, deutscher Rechtsanwalt und Trompeter
- Rafael Jerjen, Schweizer Jazzmusiker (Kontrabass, Komposition)
- Kat, deutsche Musikerin (Gesang, Songwriting)
- Lukas Klapp, deutscher Jazzmusiker (Piano)
- Lia Kohl, US-amerikanische Musikerin und Klangkünstlerin (Cello, Elektronik)
- Ray Lozano, deutsch-philippinische Singer-Songwriterin
- Fenja Lukas, deutsche Opernsängerin
- Ulrike Malotta, deutsche Lied-, Konzert- und Opernsängerin der Stimmlage Mezzosopran
- Sophia Nomvete, britische Schauspielerin und Musicaldarstellerin
- Adi Oasis, französische Funk- und Soulmusikerin (Gesang, Bass)
- Johanna Pärli, Schweizer Jazzmusikerin
- Valentina Parisse, italienische Popsängerin
- Ladislav Pazdera, tschechischer Gitarrist und Komponist
- Atle Pettersen, norwegischer Sänger, Songwriter und Moderator
- Phil the Beat, deutscher DJ, Musiker und Musikproduzent
- Anna Rakitina, russische Dirigentin
- Olga Reznichenko, russische Jazzmusikerin
- Sidsel Ben Semmane, dänische Sängerin
- Sina Shaari, Musiker und Komponist
- Peter Stanowsky, deutscher Musiker
- Julia Strzalek, deutsche Jazzmusikerin (Saxophon, Komposition)
- Verena Tönjes, deutsche Mezzosopranistin
- Twizzy, deutscher Rapper
- Vidar Villa, norwegischer Sänger
- Daniel Weber, deutscher Jazz- und Improvisationsmusiker (Schlagzeug, Komposition) und Filmschaffender
- Salka Weber, österreichische Schauspielerin, Sängerin und Filmemacherin
- Anna Widauer, österreichische Jazzmusikerin
- Justus Wilcken, deutscher Schauspieler, Opernsänger und Komponist
- Łukasz Załęski, polnischer Opernsänger (Tenor)
- Zhu, US-amerikanischer DJ und Produzent

### Geboren um 1989
- Hila Kulik, israelische Jazzmusikerin (Piano, Komposition)
- Kim Macari, britische Jazzmusikerin (Trompete)
- Mariel Roberts, US-amerikanische Cellistin und Komponistin
- Sisonke Xonti, südafrikanischer Jazzmusiker (Saxophon, Komposition)

## Gestorben

### Januar
- 01. Januar: Hans Kracke, deutscher Musiker und Komponist (* 1910)
- 02. Januar: Eddie Heywood, US-amerikanischer Jazzpianist und Komponist (* 1915)
- 03. Januar: Lina Prokofjew, spanisch-russische Sängerin (* 1897)
- 05. Januar: Philip Herschkowitz, Komponist und Musiktheoretiker (* 1906)
- 07. Januar: Gerd von Haßler, deutscher Autor, Regisseur, Hörspielsprecher, Komponist, Sänger, Journalist und Produzent (* 1928)
- 08. Januar: Jan Cherniavsky, kanadischer Pianist (* 1892)
- 08. Januar: Johnny Jordaan, niederländischer Sänger (* 1924)
- 09. Januar: Lilija Olimpijewna Grizenko, sowjetische Theater- und Film-Schauspielerin sowie Sängerin (* 1917)
- 10. Januar: Karl Geiringer, US-amerikanischer Musikwissenschaftler (* 1899)
- 12. Januar: Willy Schneider, deutscher Volkssänger (* 1905)
- 15. Januar: Ernst Neger, deutscher Karnevalist und Sänger der Mainzer Fastnacht (* 1909)
- 15. Januar: Günther Reich, deutsch-israelischer Opernsänger (Bariton) (* 1921)
- 16. Januar: Josef Friedrich Doppelbauer, österreichischer Komponist, Organist und Chorleiter (* 1918)
- 17. Januar: Alfredo Zitarrosa, uruguayischer Sänger, Dichter und Journalist (* 1936)
- 20. Januar: Alex Moore, US-amerikanischer Sänger und Klavierspieler (* 1899)
- 20. Januar: Halsey Stevens, US-amerikanischer Komponist, Musikpädagoge und Musikwissenschaftler (* 1908)
- 21. Januar: Billy Tipton, US-amerikanischer Jazzpianist und -saxophonist (* 1914)
- 24. Januar: Matelo Ferret, französischer Gypsy-Jazz- und Musette-Gitarrist und Komponist (* 1918)
- 24. Januar: Edgar Hobinka, deutscher Musikpädagoge und Volkskundler (* 1905)
- 24. Januar: Les Spann, US-amerikanischer Jazzmusiker (Gitarre, Flöte) (* 1932)
- 25. Januar: Hlib Taranow, ukrainischer Komponist und Hochschullehrer (* 1904)
- 30. Januar: Ruth Shaw Wylie, US-amerikanische Komponistin und Musikpädagogin (* 1916)
- 31. Januar: Akutagawa Yasushi, japanischer Komponist (* 1925)
- 31. Januar: Jean Dickenson, US-amerikanische Sängerin (Sopran) (* 1914)

### Februar
- 01. Februar: Blaze Foley, US-amerikanischer Sänger und Songwriter (* 1949)
- 02. Februar: Helmut Wirth, deutscher Musikwissenschaftler und Komponist (* 1912)
- 03. Februar: Lionel Newman, US-amerikanischer Filmkomponist, Musikdirektor und Dirigent (* 1916)
- 04. Februar: Jethro Burns, US-amerikanischer Bluegrass- und Country-Musiker (* 1920)
- 04. Februar: Trevor Lucas, australischer Folk-Sänger und -Gitarrist (* 1943)
- 05. Februar: Fré Focke, niederländischer Pianist und Komponist (* 1910)
- 05. Februar: Wim Hogenkamp, niederländischer Schauspieler, Liedtexter und Sänger (* 1947)
- 06. Februar: King Tubby, jamaikanischer Reggae-Dub-Mixer und Toningenieur (* 1941)
- 14. Februar: Vincent Crane, britischer Rockmusiker (Piano, Keyboard) (* 1943)
- 18. Februar: Robert Kerns, US-amerikanischer Bariton (* 1932)
- 18. Februar: Jorge Ortiz, argentinischer Tangosänger (* 1912)
- 20. Februar: Erika Köth, deutsche Kammersängerin und Sopranistin (* 1925)
- 20. Februar: Betty Mars, französische Sängerin und Schauspielerin (* 1944)
- 21. Februar: Otar Taktakischwili, georgischer Komponist (* 1924)
- 24. Februar: Teddy Brannon, US-amerikanischer Jazz- und Rhythm-and-Blues-Pianist (* 1916)
- 25. Februar: Margo Lion, französische Diseuse und Schauspielerin (* 1899)
- 26. Februar: Roy Eldridge, US-amerikanischen Jazztrompeter (* 1911)
- 26. Februar: Walter Feiler, deutscher Geigenbauer (* 1906)
- 26. Februar: Reunald Jones, US-amerikanischer Jazztrompeter (* 1910)
- 26. Februar: Melvin Moore, US-amerikanischer Jazztrompeter, Violinist und Sänger (* 1923)
- 28. Februar: Wladimir Horbowski, georgisch-deutscher Klavierpädagoge (* 1905)
- 28. Februar: Billy Moore, US-amerikanischer Jazzpianist und Arrangeur (* 1917)

### März
- 01. März: Odie Payne, US-amerikanischer Schlagzeuger (* 1926)
- 04. März: Tiny Grimes, US-amerikanischer Jazz- und Rhythm-and-Blues-Gitarrist und Sänger (* 1916)
- 07. März: Otto Stenzel, deutscher Musiker, Filmkomponist und Bandleader (* 1903)
- 07. März: Karel Velebný, tschechischer Musikpädagoge und Jazzmusiker (* 1931)
- 08. März: Stuart Hamblen, US-amerikanischer Country-Sänger und Songwriter (* 1908)
- 09. März: Richard Krotschak, österreichischer Cellist und Musikpädagoge (* 1904)
- 13. März: Carl Dahlhaus, deutscher Musikwissenschaftler (* 1928)
- 14. März: Egon Morbitzer, deutscher Geiger (* 1927)
- 16. März: Leslie Chabay, ungarischer Opern-, Konzert- und Oratoriensänger (Tenor) (* 1907)
- 17. März: Marek Bliziński, polnischer Jazzmusiker und Komponist (* 1947)
- 19. März: Alan Civil, britischer Hornist und Musiklehrer (* 1929)
- 20. März: Archie Bleyer, US-amerikanischer Bandleader, Musikproduzent und Labelbesitzer (* 1909)
- 20. März: Peter René Körner, deutscher Schauspieler, Sänger, Moderator und Hörfunksprecher (* 1921)
- 22. März: Wally Heider, US-amerikanischer Tontechniker, Studiobesitzer und Musikproduzent (* 1922)
- 22. März: Jorge Lazaroff, uruguayischer Sänger, Gitarrist und Komponist (* 1950)
- 23. März: Andree Juliette Brun, französische Pianistin (* 1924)
- 24. März: Arnett Cobb, US-amerikanischer Jazzsaxophonist (* 1918)
- 24. März: Axel Jungbluth, deutscher Jazzmusiker (Piano, Arrangement, Komposition) und Lehrbuchautor (* 1944)
- 25. März: Randa, libanesische Schauspielerin und Sängerin (* 1943)
- 26. März: Leonid Rojsman, sowjetischer Musikwissenschaftler, Organist und Pianist (* 1916)
- 27. März: Kurt Lindgren, schwedischer Jazzmusiker (Kontrabass, Komposition) (* 1937)
- 27. März: Cláudio Santoro, brasilianischer Komponist (* 1919)
- 29. März: Chico Che, mexikanischer Sänger und Songschreiber (* 1940)
- 29. März: Hans Hauenstein, österreichischer Dichter von Wienerliedern und Schriftsteller (* 1912)

### April
- 01. April: Richard Dennis Oliver Austin, britischer Dirigent (* 1903)
- 01. April: Lem Johnson, US-amerikanischer Jazz- und Rhythm-and-Blues-Musiker (Tenorsaxophon, Klarinette und Gesang) (* 1909)
- 01. April: Jimmy Zitano, US-amerikanischer Jazzmusiker (Schlagzeug, Bongos) (* 1928)
- 04. April: Dean Beard, US-amerikanischer Rockabilly- und Rock’n’Roll-Musiker (* 1935)
- 04. April: Roberto Nicolosi, italienischer Jazzmusiker (Kontrabass, Komposition) (* 1914)
- 08. April: Windsor Utley, US-amerikanischer Maler, Musiker, Lehrer und Galerist (* 1920)
- 10. April: Bessie Griffin, US-amerikanische Gospelsängerin (* 1922)
- 13. April: Bill Putnam, US-amerikanischer Musikproduzent (* 1920)
- 14. April: Endre Székely, ungarischer Komponist (* 1912)
- 16. April: Wilhelm Ehmann, deutscher Musikwissenschaftler und Kirchenmusiker (* 1904)
- 22. April: Maria Bielicka, polnische Sängerin, Theaterschauspielerin und Holocaustüberlebende (* 1909)
- 22. April: Eberhard Ludwig Wittmer, deutscher Komponist (* 1905)
- 26. April: Walter Leschetizky, österreichischer Geiger, Komponist, Orchesterleiter und Arrangeur (* 1909)
- 27. April: Julia Frances Smith, US-amerikanische Komponistin und Pianistin (* 1905)
- 30. April: Harriet Serr, US-amerikanische Pianistin und Musikpädagogin (* 1927)
- 00. April: Jack Ruby, jamaikanischer Musikproduzent und Sound-system-Betreiber (* 1943)

### Mai
- 01. Mai: Pol Closset, belgischer Jazzmusiker (Trompete) (* 1937)
- 01. Mai: Antonio Janigro, italienischer Cellist, Dirigent und Hochschullehrer (* 1918)
- 01. Mai: Welby Toomey, US-amerikanischer Old-Time-Musiker (* 1897)
- 02. Mai: Bennie Benjamin, US-amerikanischer Songwriter (* 1907)
- 02. Mai: Meindert Boekel, niederländischer Komponist und Dirigent (* 1915)
- 05. Mai: Sister Mary Leo, neuseeländische Nonne, katholischen Glaubens und Musik- und Gesangslehrerin (* 1895)
- 06. Mai: Tally Brown, US-amerikanische Sängerin und Schauspielerin (* 1924)
- 09. Mai: Keith Whitley, US-amerikanischer Countrymusiker (* 1955)
- 10. Mai: Woody Shaw, US-amerikanischer Jazztrompeter (* 1944)
- 11. Mai: Rafael Martínez Alba, dominikanischer Dirigent und Musikpädagoge (* 1896)
- 12. Mai: Marcelle de Manziarly, französisch-russische Komponistin und Pianistin (* 1899)
- 15. Mai: Johnny Green, US-amerikanischer Songwriter, Bigband-Leader, Komponist, Arrangeur und Orchesterleiter (* 1908)
- 16. Mai: Seyyan Hanım, türkische Sängerin (* 1913)
- 18. Mai: Geoffrey Gilbert, englischer Flötist (* 1914)
- 20. Mai: Lyn Murray, US-amerikanischer Komponist, Arrangeur und Dirigent (* 1909)
- 21. Mai: Rolf Apreck, deutscher Kammer- und Opernsänger (Tenor) (* 1928)
- 23. Mai: Ansa Ikonen, finnische Film- und Theaterschauspielern sowie Sängerin (* 1913)
- 25. Mai: Steve McCall, US-amerikanischer Jazzschlagzeuger (* 1933)
- 26. Mai: Phineas Newborn, US-amerikanischer Jazzpianist und -komponist (* 1931)
- 26. Mai: Albert Woodbury, US-amerikanischer Komponist, Orchestrator und Arrangeur (* 1909)
- 29. Mai: John Cipollina, US-amerikanischer Rockmusiker, Gitarrist (* 1943)
- 29. Mai: Giuseppe Patanè, italienischer Dirigent (* 1932)
- 30. Mai: Zinka Milanov, kroatisch-US-amerikanische Opernsängerin (Sopran) (* 1906)
- 30. Mai: Ursula Peter, deutsche Gitarristin und Professorin (* 1924)
- 00. Mai: Henry Levine, britisch-US-amerikanischer Jazztrompeter (* 1907)

### Juni
- 01. Juni: Irena Dubiska, polnische Geigerin und Musikpädagogin (* 1899)
- 02. Juni: Guido Agosti, italienischer Pianist (* 1901)
- 04. Juni: Václav Kašlík, tschechischer Opern- und Fernsehregisseur, Dirigent und Komponist (* 1917)
- 06. Juni: Johannes Zentner, Schweizer Komponist (* 1903)
- 07. Juni: Nara Leão, brasilianische Schauspielerin und Sängerin (* 1942)
- 09. Juni: Rəşid Behbudov, sowjetisch-aserbaidschanischer Opernsänger und Schauspieler (* 1915)
- 09. Juni: Ljubomir Romansky, deutscher Dirigent (* 1912)
- 10. Juni: José Antonio Méndez, kubanischer Komponist, Gitarrist und Sänger (* 1927)
- 10. Juni: Richard Quine, US-amerikanischer Schauspieler, Filmregisseur, Drehbuchautor, Komponist und Musikproduzent (* 1920)
- 11. Juni: Conrad Baden, norwegischer Komponist und Organist (* 1908)
- 12. Juni: Vivian Carter, US-amerikanische Labelbetreiberin und Radio-DJ (* 1921)
- 12. Juni: Ernst Emsheimer, schwedischer Musikwissenschaftler (* 1904)
- 12. Juni: Lou Monte, US-amerikanischer Popsänger und Gitarrist (* 1917)
- 14. Juni: Scott Ross, US-amerikanischer Cembalist (* 1951)
- 15. Juni: Otto Gerdes, deutscher Dirigent und Musikproduzent (* 1920)
- 16. Juni: Manuel Plá Cocco, dominikanischer Flötist, Geiger, Cellist, Musikpädagoge und Komponist (* 1910)
- 18. Juni: Johannes Winkler, deutscher Dirigent (* 1950)
- 21. Juni: Paul Doktor, österreichisch-amerikanischer Violinist, Bratschist und Dirigent (* 1917)
- 21. Juni: Alberto Marino, argentinischer Tangosänger und -komponist (* 1923)
- 21. Juni: Ladislaus Varady, ungarischer Dirigent und Komponist (* 1906)
- 22. Juni: Anton Dermota, österreichisch-slowenischer Opernsänger (lyrischer Tenor) (* 1910)
- 22. Juni: Henri Sauguet, französischer Komponist (* 1901)
- 24. Juni: Albinia Jones, US-amerikanische Blues-, Rhythm-and-Blues- und Jazz-Sängerin (* 1914)
- 25. Juni: Jimmy Patton, US-amerikanischer Country- und Rockabilly-Musiker (* 1931)
- 25. Juni: Gottfried Wolters, deutscher Chorleiter und Komponist (* 1910)
- 28. Juni: Alfredo Sadel, venezolanischer Sänger und Schauspieler (* 1930)
- 30. Juni: Wilhelm Mohr, deutscher Komponist und Organist (* 1904)

### Juli
- 01. Juli: William Ching, US-amerikanischer Schauspieler und Musicaldarsteller (* 1913)
- 04. Juli: Franz Richter Herf, österreichischer Komponist und Kapellmeister (* 1920)
- 05. Juli: Ernesto Halffter Escriche, spanischer Komponist und Dirigent (* 1905)
- 06. Juli: Alexandru Pașcanu, rumänischer Komponist und Musikpädagoge (* 1920)
- 08. Juli: Platon Majboroda, sowjetischer und ukrainischer Komponist (* 1918)
- 09. Juli: Dorle Rath, deutsche Jazz- und Unterhaltungssängerin (* 1921)
- 10. Juli: Andrex, französischer Schauspieler und Sänger (* 1907)
- 11. Juli: Andor Kovács, ungarischer Jazzmusiker (Gitarre, Gesang, Komposition) (* 1929)
- 12. Juli: Carlos Puebla, kubanischer Sänger und Songschreiber (* 1917)
- 12. Juli: Bjarne Rostvold, dänischer Jazzschlagzeuger und -perkussionist (* 1934)
- 13. Juli: Tommy Tucker, US-amerikanischer Sänger und Bigband-Leader sowie Hochschullehrer (* 1908)
- 13. Juli: Maarten Albert Vente, niederländischer Musikwissenschaftler und Orgelkundler (* 1915)
- 15. Juli: Bill Bradley, US-amerikanischer Jazzschlagzeuger (* 1938)
- 15. Juli: Will Bradley, US-amerikanischer Bigband-Leader und Posaunist (* 1912)
- 15. Juli: Nesuhi Ertegün, US-amerikanischer Jazzproduzent (* 1917)

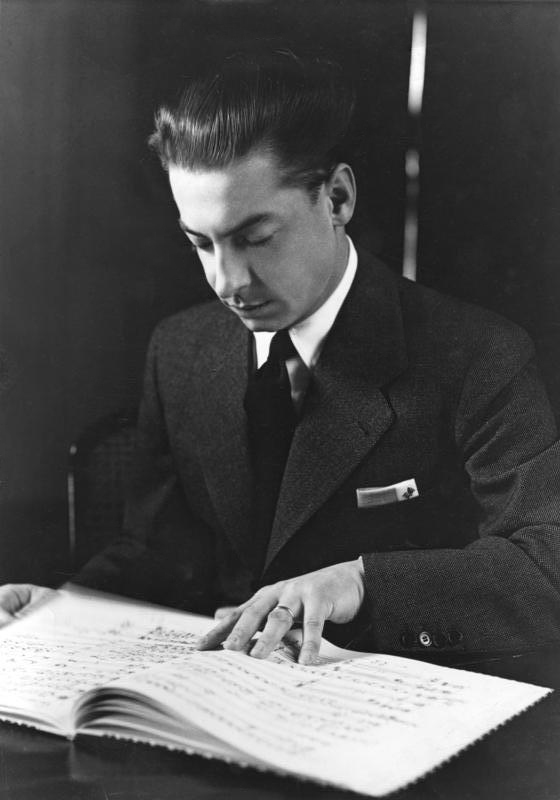
Herbert von Karajan; † 16. Juli

- 16. Juli: Herbert von Karajan, österreichischer Dirigent (* 1908)
- 17. Juli: Dudley Brooks, US-amerikanischer Jazz- und Studiomusiker (Piano, Arrangement, Komposition) (* 1913)
- 17. Juli: Paul C, US-amerikanischer Hip-Hop-Produzent (* 1964)
- 22. Juli: Martti Talvela, finnischer Opernsänger (Bass) (* 1935)
- 23. Juli: Josef Butz, deutscher Musikverleger, Komponist und Musikwissenschaftler (* 1891)
- 23. Juli: Hans-Arno Simon, deutscher Komponist, Sänger, Pianist und Produzent (* 1919)
- 24. Juli: Cecilia Hansen,	russische Violinvirtuosin (* 1897)
- 25. Juli: Steve Rubell, US-amerikanischer Unternehmer, Gründer der Diskothek Studio 54 (* 1943)
- 27. Juli: Carlos Lafuente, argentinischer Tangosänger, -komponist und -dichter (* 1908)
- 28. Juli: Kyriena Siloti, US-amerikanische Musikpädagogin (* 1895)
- 31. Juli: Bull Moose Jackson, US-amerikanischer Tenorsaxophonist, Sänger und Bandleader (* 1919)
- 00. Juli: Erna Haffner, deutsche Schauspielerin, Komikerin, Sängerin und Synchronsprecherin (* 1912)

### August
- 01. August: John Ogdon, englischer Pianist und Komponist (* 1937)
- 02. August: Luiz Gonzaga, Sänger, Akkordeonspieler und Komponist (* 1912)
- 02. August: Helmer-Rainer Sinisalo, sowjetischer Flötist und Komponist (* 1920)
- 02. August: Marcel Stern, französischer Komponist und Violinist (* 1909)
- 03. August: Dominic Behan, irischer Songwriter, Sänger und Autor (* 1928)
- 03. August: Antonia Brico, US-amerikanische Dirigentin (* 1902)
- 04. August: Donald Garrett, US-amerikanischer Jazzmusiker (Bassklarinette, Nay, Shakuhachi, Kontrabass) (* 1932)
- 04. August: Hans Nathan, US-amerikanischer Musikwissenschaftler (* 1910)
- 04. August: Larry Parnes, britischer Musikmanager und Impresario (* 1930)
- 05. August: Nedly Elstak, niederländischer Jazztrompeter, Komponist, Arrangeur und Pianist (* 1931)
- 09. August: Hoyt Johnson, US-amerikanischer Country- und Rockabilly-Musiker (* 1935)
- 11. August: Leo Jaritz, österreichischer Trompeter, Jazzmusiker, Komponist und Kapellmeister (* 1908)
- 11. August: Sonny Thompson, US-amerikanischer Rhythm-and-Blues-Pianist, Songwriter, Musikproduzent und Bandleader (* 1922)
- 13. August: Hugo del Carril, argentinischer Tangosänger, Filmschauspieler und -regisseur (* 1911)
- 14. August: Bergen, türkische Sängerin (* 1959)
- 16. August: Daniele Paris, italienischer Dirigent und Komponist (* 1921)
- 18. August: Kazunori Takeda, japanischer Jazzmusiker (Tenorsaxophon) (* 1939)
- 20. August: Jorge Durán, argentinischer Tangosänger (* 1924)
- 21. August: Raul Seixas, brasilianischer Musiker (* 1945)
- 22. August: Krishnarao Shankar Pandit, indischer klassischer Sänger (* 1893)
- 25. August: Gunnar Berg, dänischer Komponist (* 1909)
- 25. August: Jan Abramowitsch Frenkel, sowjetischer Musiker, Komponist und Schauspieler (* um 1920)
- 25. August: Roman Palester, polnischer Komponist (* 1907)
- 26. August: Natoo, afghanischer Musiker (* um 1877)
- 28. August: Ferenc Gerencsér, ungarischer Cimbalomspieler und Hochschullehrer (* 1923)
- 28. August: Gerbert Mutter, deutscher Komponist, Musikpädagoge, Dirigent, Pianist und Organist (* 1922)
- 29. August: Jakob Keusen, deutscher Musiker und Schlagzeuger (* 1966)
- 30. August: Aleida Montijn, deutsche Komponistin, Pianistin und Musikpädagogin (* 1908)
- 31. August: Mickey Hawks, US-amerikanischer Rock-’n’-Roll-Musiker und -Pianist (* 1940)

### September
- 02. September: Norbert Cohn, deutsch-US-amerikanischer Jazz- und Unterhaltungsmusiker (* 1904)
- 02. September: Clifton Parker, britischer Komponist und Filmkomponist (* 1905)
- 03. September: Peter Moesser, deutscher Schlagerkomponist (* 1915)
- 07. September: Michael Goldstein, deutsch-israelischer Violinist, Dirigent, Komponist und Musikpädagoge (* 1917)
- 09. September: Jean Bertola, französischer Pianist, Chansonnier und Arrangeur (* 1922)
- 13. September: Géza Frid, ungarisch-niederländischer Komponist, Dirigent und Pianist (* 1904)
- 14. September: Dámaso Pérez Prado, kubanischer Musiker (Piano, Orgel) und Komponist (* 1916)
- 14. September: Wilhelm Zika, österreichischer Orgelbauer (* 1905)
- 16. September: Feliks Rączkowski, polnischer Organist, Komponist und Musikpädagoge (* 1906)
- 19. September: Walter Heyer, deutscher Komponist, Dirigent, Arrangeur und Textdichter (* 1914)
- 20. September: Charley Booker, US-amerikanischer Bluessänger und Gitarrist (* 1925)
- 21. September: Bill Barron, US-amerikanischer Jazzmusiker (Tenorsaxophonist, Komponist) und Hochschullehrer (* 1927)
- 21. September: Gene Nobles, US-amerikanischer Radio-Discjockey (* 1913)

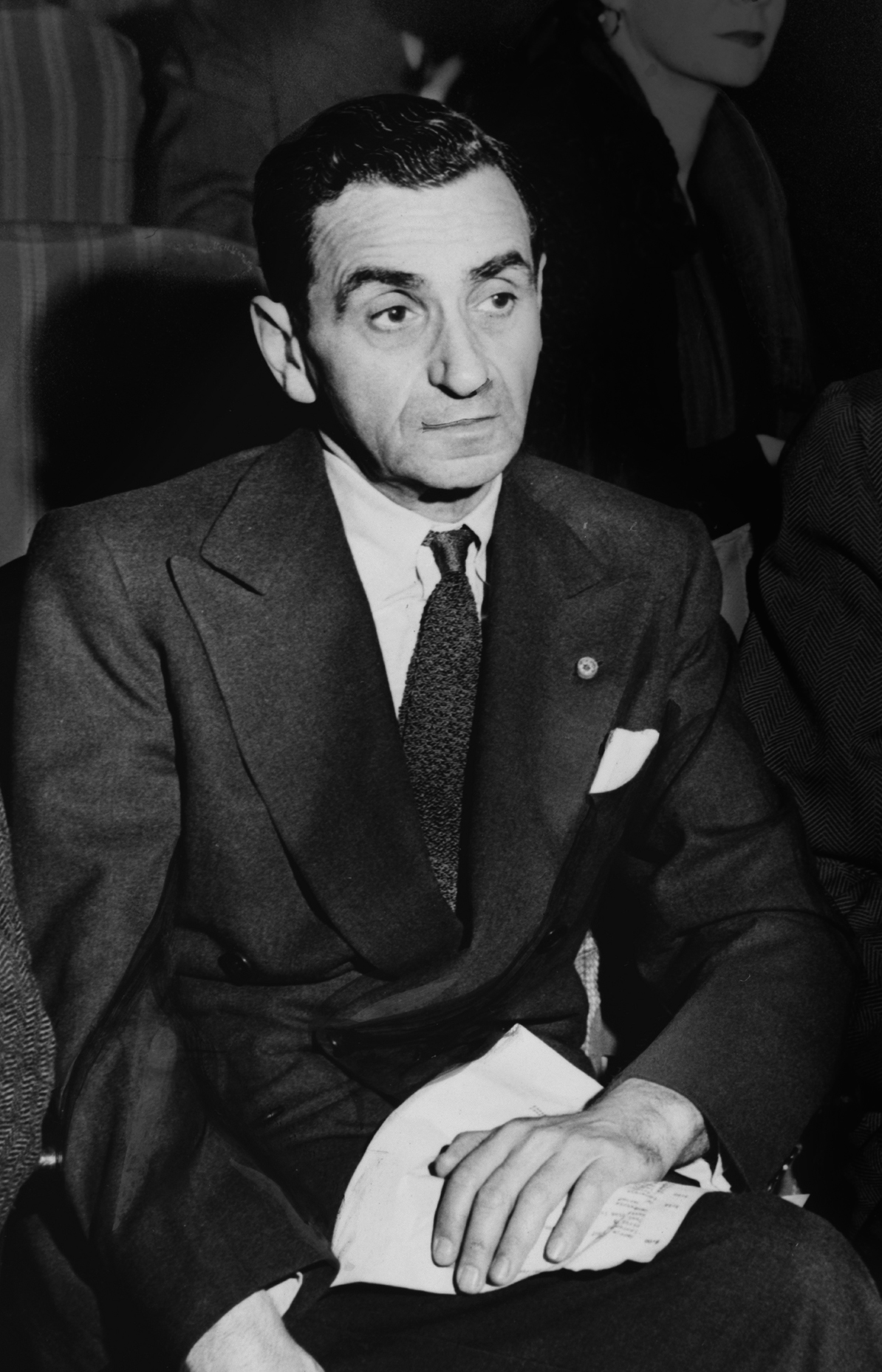
Irving Berlin; † 22. September

- 22. September: Irving Berlin, US-amerikanischer Komponist und Texter (* 1888)
- 22. September: Günter Kehr, deutscher Violinist, Dirigent und Hochschullehrer (* 1920)
- 23. September: Josef Coesfeld, deutscher Maskenbildner und Sänger (* 1914)
- 23. September: Bradley Kincaid, US-amerikanischer Folk- und Old-Time-Musiker (* 1895)
- 23. September: Hans Sandig, deutscher Chorleiter, Dirigent, Komponist und Arrangeur (* 1914)
- 26. September: Paul Schaller, Schweizer Kirchenmusiker, Chorleiter und Komponist (* 1913)
- 26. September: Arnold Shaw, US-amerikanischer Autor, Musikverleger, Hochschullehrer und Songwriter (* 1909)
- 29. September: Georges Ulmer, französischer Chanson-Schreiber und -Sänger (* 1919)
- 29. September: Gunnar Wiklund, schwedischer Schlagersänger (* 1935)
- 30. September: Virgil Thomson, US-amerikanischer Komponist (* 1896)

### Oktober
- 01. Oktober: Eric Ball, englischer Komponist und Dirigent (* 1903)
- 01. Oktober: Witold Rowicki, polnischer Dirigent (* 1914)
- 02. Oktober: Cousin Joe, US-amerikanischer Blues- und Jazz-Musiker (* 1907)
- 03. Oktober: Bahadur Khan, indischer Sarodspieler, Komponist und Musikpädagoge (* 1931)
- 03. Oktober: Dennis McGee, US-amerikanischer Fiddlespieler, Akkordeonist und Sänger (* 1893)
- 04. Oktober: Thomas Canning, US-amerikanischer Komponist und Musikpädagoge (* 1911)
- 08. Oktober: Pedro Galindo, mexikanischer Sänger, Komponist, Schauspieler und Filmproduzent (* 1906)
- 11. Oktober: Henryk Hubertus Jabłoński, polnischer Komponist und Musikpädagoge (* 1915)
- 12. Oktober: Carmen Cavallaro, US-amerikanischer Pianist, Bandleader und Filmschauspieler (* 1913)
- 12. Oktober: Franco Luambo, kongolesischer Sänger, Gitarrist und Bandleader (* 1938)
- 13. Oktober: Lud Gluskin, US-amerikanischer Jazzmusiker (Schlagzeuger, Bandleader), Filmkomponist und Musikdirektor (* 1898)
- 13. Oktober: Munawar Ali Khan, indischer klassischer Sänger (* 1930)
- 13. Oktober: Merab Kostawa, georgischer Dissident, Musiker und Dichter (* 1939)
- 14. Oktober: Robert Blot, französischer Geiger, Dirigent und Musikpädagoge (* 1907)
- 18. Oktober: Michail Rafailowitsch Rauchwerger, russischer Komponist, Pianist und Pädagoge (* 1901)
- 19. Oktober: Eric Dixon, US-amerikanischer Jazzmusiker (Tenorsaxophon, Flöte, Komposition und Arrangement) (* 1930)
- 20. Oktober: Michael Vyner, britischer Musiker (* 1943)
- 22. Oktober: Ewan MacColl, britischer Autor, Dichter, Schauspieler, Folksänger und Schallplattenproduzent (* 1915)
- 23. Oktober: Carl Billich, österreichisch-isländischer Musiker (Klavier, Gesang) und Musikdirektor (* 1911)
- 23. Oktober: John Krance, US-amerikanischer Komponist, Arrangeur und Dirigent (* 1934)
- 23. Oktober: Ida Vivado Orsini, chilenische Pianistin und Komponistin (* 1913)
- 24. Oktober: Sahib Shihab, US-amerikanischer Jazzmusiker (Alt-, Bariton- und Sopransaxophon, Flöte) (* 1925)
- 24. Oktober: Konrad Wolff, US-amerikanischer Pianist und Klavierpädagoge (* 1907)
- 26. Oktober: Burt Bales, US-amerikanischer Jazz-Stride-Pianist (* 1917)
- 28. Oktober: Henry Hall, britischer Musiker und Bandleader (* 1898)
- 30. Oktober: Pedro Vargas, mexikanischer Sänger (* 1904)
- 31. Oktober: Conrad Beck, Schweizer Komponist (* 1901)

### November
- 05. November: Vladimir Horowitz, russischer Pianist (* 1903)
- 05. November: Barry Sadler, US-amerikanischer Berufssoldat und Vietnamveteran sowie Sänger (* 1940)
- 05. November: Lu Watters, US-amerikanischer Jazztrompeter (* 1911)
- 07. November: Josias Jenny, Schwyzerörgeli-Virtuose und Komponist (* 1920)
- 11. November: Kenny Hagood, US-amerikanischer Jazzsänger (* 1926)
- 14. November: Wild Bill Davison, US-amerikanischer Jazzkornettist (* 1906)
- 14. November: Wilhelm Keilmann, deutscher Pianist, Kapellmeister und Komponist (* 1908)
- 15. November: Càndida Pérez i Martínez, katalanische Coupletsängerin und Komponistin (* 1893)
- 16. November: Rose Murphy, US-amerikanische Rhythm-and-Blues- und Jazzsängerin sowie Pianistin (* 1913)
- 17. November: Michele Lacerenza, italienischer Trompeter und Filmkomponist (* 1922)
- 18. November: August Seider, deutscher Sänger und Opernsänger (* 1901)
- 18. November: Freddie Waits, US-amerikanischer Jazzschlagzeuger (* 1943)
- 20. November: Joosep Aavik, estnischer Organist, Chorleiter, Musikpädagoge und Musikkritiker (* 1899)
- 20. November: Gültekin Oransay, türkischer Musikwissenschaftler, Historiker und Sprachforscher (* 1930)
- 21. November: Will Glahé, deutscher Akkordeonist, Komponist und Bandleader (* 1902)
- 22. November: John Field, US-amerikanischer Jazzmusiker (Kontrabass) (* 1913)
- 22. November: Friedrich Neumann, österreichischer Komponist und Musikwissenschaftler (* 1915)
- 25. November: Theo Herrmann, deutscher Opernsänger und Tenor (* 1907)
- 28. November: Kurt Riemer, deutscher Jazz- und Unterhaltungsmusiker (Trompete, Orchesterleitung) (* 1913)
- 28. November: Jo Vincent, niederländische Konzertsängerin und Gesangslehrerin (* 1898)
- 29. November: Ann Burton, niederländische Jazzsängerin (* 1933)
- 29. November: Valentina Kameníková, ukrainische Pianistin und Musikpädagogin (* 1930)
- 00. November: Armando Gentilucci, italienischer Komponist, Dirigent, Essayist und Musikkritiker (* 1939)

### Dezember
- 01. Dezember: Billy Lyall, schottischer Musiker (* 1953)
- 03. Dezember: Ruth Michaelis, deutsche Opernsängerin (Alt) (* 1909)
- 03. Dezember: Jimmy Shirley, US-amerikanischer Jazzgitarrist (* 1913)
- 03. Dezember: Elisabeth Biebl, deutsche Operettensängerin (Soubrette, Sopran) und Schauspielerin (* 1915)
- 04. Dezember: Bernard Piché, kanadischer Organist, Komponist und Musikpädagoge (* 1908)
- 04. Dezember: José María Velasco Maidana, bolivianischer Komponist und Regisseur (* 1900)
- 05. Dezember: John Pritchard, englischer Dirigent (* 1921)
- 06. Dezember: Johannes Dietz Degen, deutsch-schwedischer Musikwissenschaftler (* 1910)
- 06. Dezember: Sammy Fain, US-amerikanischer Musical- und Filmkomponist (* 1902)
- 06. Dezember: John Payne, US-amerikanischer Schauspieler, Filmproduzent und Sänger (* 1912)
- 07. Dezember: Sirima, britische Sängerin (* 1964)
- 08. Dezember: Hanns Kleinertz, deutscher Komponist, Dirigent, Kapellmeister, Musikdirektor und Musikpädagoge (* 1905)
- 10. Dezember: Loys Choquart, Schweizer Jazzmusiker (Tenor- und Altsaxophon, Klarinette) und Radiomoderator (* 1920)
- 12. Dezember: Helen Creighton, kanadische Musikethnologin und Volksliedsammlerin (* 1899)
- 13. Dezember: Bob Lessey, US-amerikanischer Jazzgitarrist (* 1910)
- 13. Dezember: Michał Wiłkomirski, polnischer Geiger, Bratschist und Musikpädagoge (* 1902)
- 14. Dezember: Konrad Lechner, deutscher Komponist, Dirigent, Cellist, Gambist und Blockflötist (* 1911)
- 16. Dezember: Gianni Poggi,  italienischer Opernsänger (Tenor) (* 1921)
- 16. Dezember: Marjorie Westbury, britische Schauspielerin, Hörspielsprecherin und Sängerin (* 1905)
- 18. Dezember: Bobby Capó, puerto-ricanischer Sänger und Komponist (* 1922)
- 19. Dezember: Preben Mahrt, dänischer Schauspieler und Sänger (* 1920)
- 19. Dezember: Hans Rettenbacher, österreichischer Jazzbassist und -cellist (* 1939)
- 20. Dezember: Irma Beilke, deutsche Opernsängerin (Sopran) und Gesangspädagogin (* 1904)
- 20. Dezember: Kurt Böhme, deutscher Opernsänger (Bass) (* 1908)
- 20. Dezember: Heinz Burum, deutscher klassischer Trompeter und Hochschullehrer (* 1905)
- 21. Dezember: Ján Cikker, slowakischer Komponist (* 1911)
- 23. Dezember: Jeff Alexander, US-amerikanischer Komponist von Filmmusik (* 1910)
- 23. Dezember: Gerhard Frei, deutscher Opernsänger (Bass) und Schauspieler (* 1911)
- 24. Dezember: Jack Cathcart, US-amerikanischer Jazztrompeter, Pianist, Orchesterleiter und Arrangeur (* 1912)
- 24. Dezember: Heinz Gietz, deutscher Komponist, Musikproduzent, Arrangeur und Liedtexter (* 1924)
- 25. Dezember: Jean-Étienne Marie, französischer Komponist (* 1917)
- 25. Dezember: Georgi Alexandrowitsch Muschel, russischer Komponist (* 1909)
- 26. Dezember: Lennox Berkeley, englischer Komponist (* 1903)
- 26. Dezember: Heinrich Vogel, deutscher evangelischer Theologe, Dichter und Komponist (* 1902)
- 27. Dezember: Arthur Rhames, US-amerikanischer Jazztenorsaxophonist, Gitarrist und Pianist (* 1957)
- 27. Dezember: Jelysaweta Tschawdar, ukrainisch-sowjetische Opernsängerin (Koloratursopran) und Gesangspädagogin (* 1925)
- 29. Dezember: Saša Večtomov, tschechischer Cellist (* 1930)
- 30. Dezember: Øyvind Anker, norwegischer Bibliothekar, Literatur-, Musik- und Theaterhistoriker (* 1904)

### Genaues Todesdatum unbekannt
- Valter Aamodt, norwegischer Komponist, Dirigent, Musikkritiker und Chorleiter (* 1902)
- Lili Assael, griechische Musikerin und Holocaustüberlebende (* unbekannt)
- Ruth Basinski, deutsche jüdische Musikerin und Holocaust-Überlebende (* 1916)
- Robert Beyer, deutscher Tonmeister und Komponist (* 1901)
- Lester Boone, US-amerikanischer Jazzmusiker (Altsaxophon, Baritonsaxophon, Klarinette) (* 1904)
- Ninón de Brouwer Lapeiretta, dominikanische Komponistin und Pianistin (* 1907)
- James Chambers, US-amerikanischer Hornist (* 1920)
- Ivon De Bie, belgischer Jazzpianist und Bandleader (* 1914)
- Ricardo Galeazzi, argentinischer Jazzmusiker (Kontrabass) und Weltmusik-Künstler (Charango, Quena) (* 1931)
- Hiroshi Kajiwara, japanischer Pianist und Musikpädagoge (* 1924)
- Dick Noel, US-amerikanischer Jazzposaunist und Studiomusiker (* 1926)
- Giannis Papaioannou, griechischer Komponist (* 1910)
- Abdullah Papur, kurdischer Volkssänger (* 1945)
- Rudolf Schmidt, deutscher Pianist, Komponist und Musikpädagoge (* 1897)
- Dieter Zimmerle, deutscher Jazzjournalist und -publizist (* 1916)
- Otto Zykan, österreichischer Komponist, klassischer Gitarrist und Gitarrenlehrer (* 1902)